# Biserica de lemn din Fildu de Sus

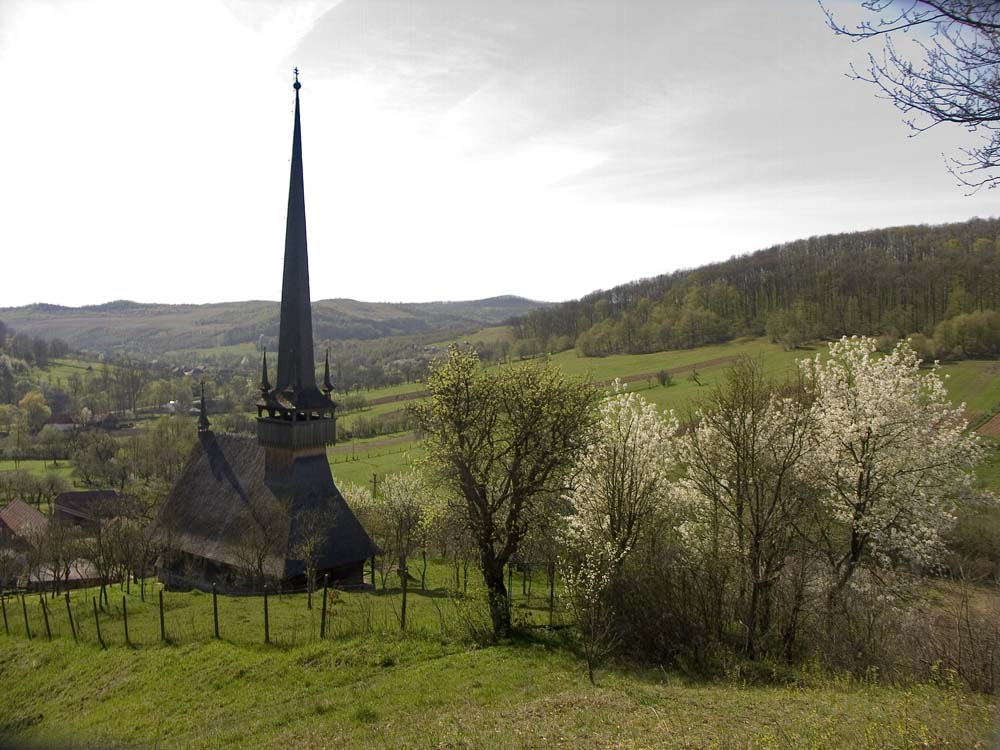
Biserica de lemn din Fildu de Sus, 2008

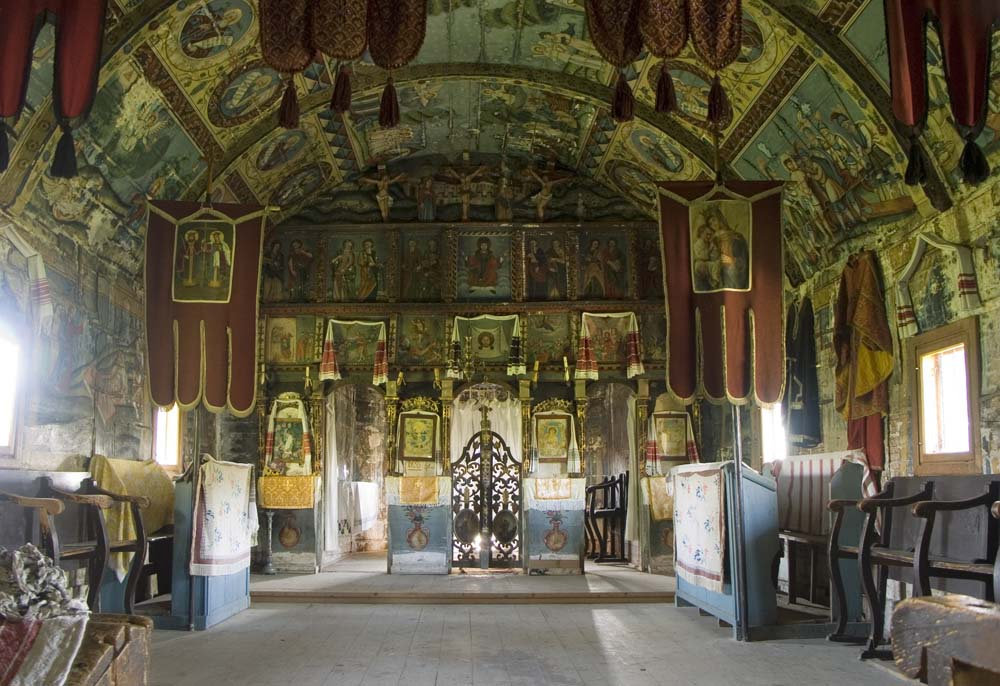
Nava cu iconostasul, 2008

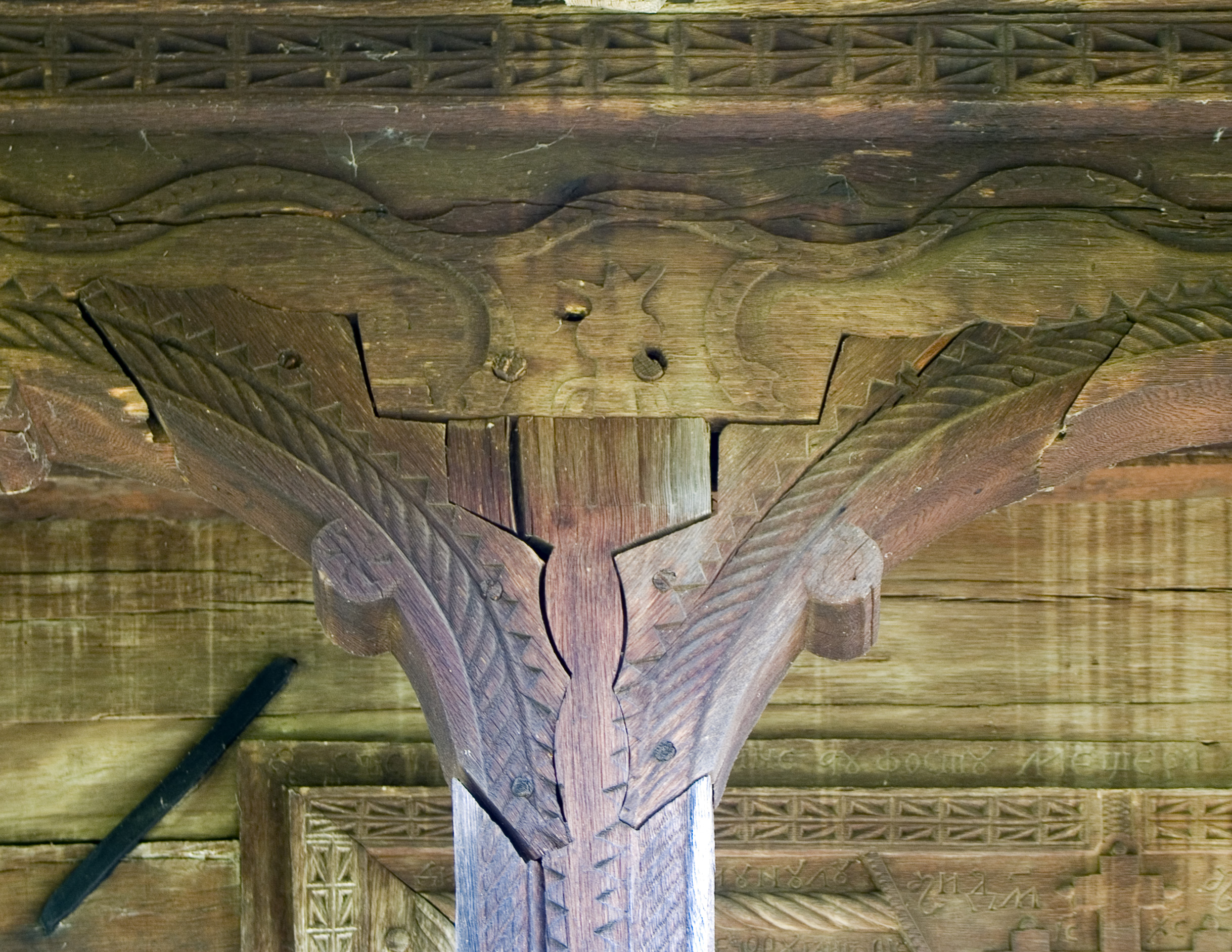
„Iisus împărat” figurat pe fruntar, 2008

Biserica de lemn din Fildu de Sus, veche biserică greco-catolică cu hramul "Coborârea Spiritului Sfânt", se află în localitatea omonimă, Fildu de Sus din județul Sălaj. Aceasta este una dintre cele mai cunoscute biserici de lemn din Sălaj, studiată, publicată și considerată reprezentativă pentru regiune în numeroase lucrări de specialitate. Ea este renumită pentru coiful foarte ascuțit peste acoperișul cu ape repezi și pentru pictura murală interioară de factură populară bine păstrată. Construcția este datată din 1727 însă este mai puțin cunoscut faptul că în forma ei actuală ea este rezultatul unei lărgiri de la mijlocul secolului 19, care cuprinde în continuare și vechea biserică. Biserica se află pe noua listă a monumentelor istorice sub codul LMI:  SJ-II-m-A-05053.

## Istoric
Începutul acestei biserici este fixat de pisania peste intrare care reține următoarele: "+ Să să știe și c[e]asta cine au fostu meșteri acești sfi[n]te besiarec[i] Freanț Nicoaria din Agrig[i] și unulu din Chendre a Petri Brudului fec[i]oru Gligorie. Ai d[e] la Is[us] Hr[istos] 1727". Meșterii sunt cunoscuți și din inscripția de la biserica de lemn din Ban, pe care o ridicaseră un an mai devreme. Cele două biserici au fost probabil asemănătoare, la Ban păstrându-se modelul original până la demolarea ei, la miljocul secolului 20.

### Studii monografice
- Cristache-Panait, Ioana (1978). „Biserica Pogorârea Duhului Sfânt din Fildu de Sus”. Monumente istorice bisericești din Eparhia Ortodoxă Română a Oradei. Biserici de lemn: 317–319, Oradea.

### Studii regionale
- Szinte, Gábor (1913). „A Kolozsmegyei fatemplomok”. Értesítöje. IX (1-2): 1–31.
- Cristache-Panait, Ioana (1971). „Bisericile de lemn din Sălaj”. Buletinul Monumentelor Istorice. 1971 (1): 31–40.
- Ghergariu, Leontin (1973). „Meșterii construcțiilor monumentale de lemn din Sălaj”. AMET. 1971-73: 255–273, Cluj.
- Godea, Ioan (1996). Biserici de lemn din România (nord-vestul Transilvaniei). București: Editura Meridiane. ISBN 973-33-0315-1.

## Imagini

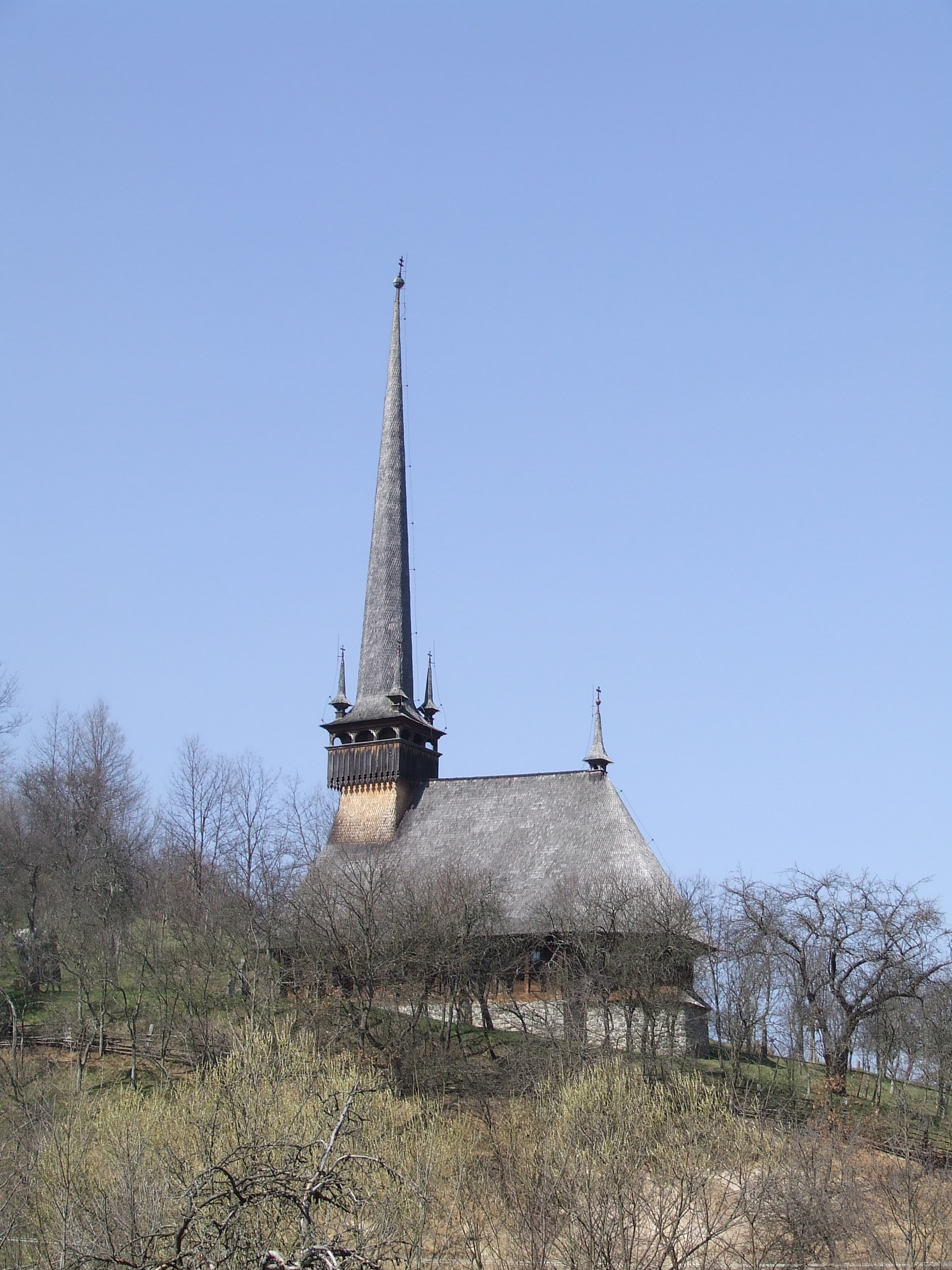
Biserica de lemn
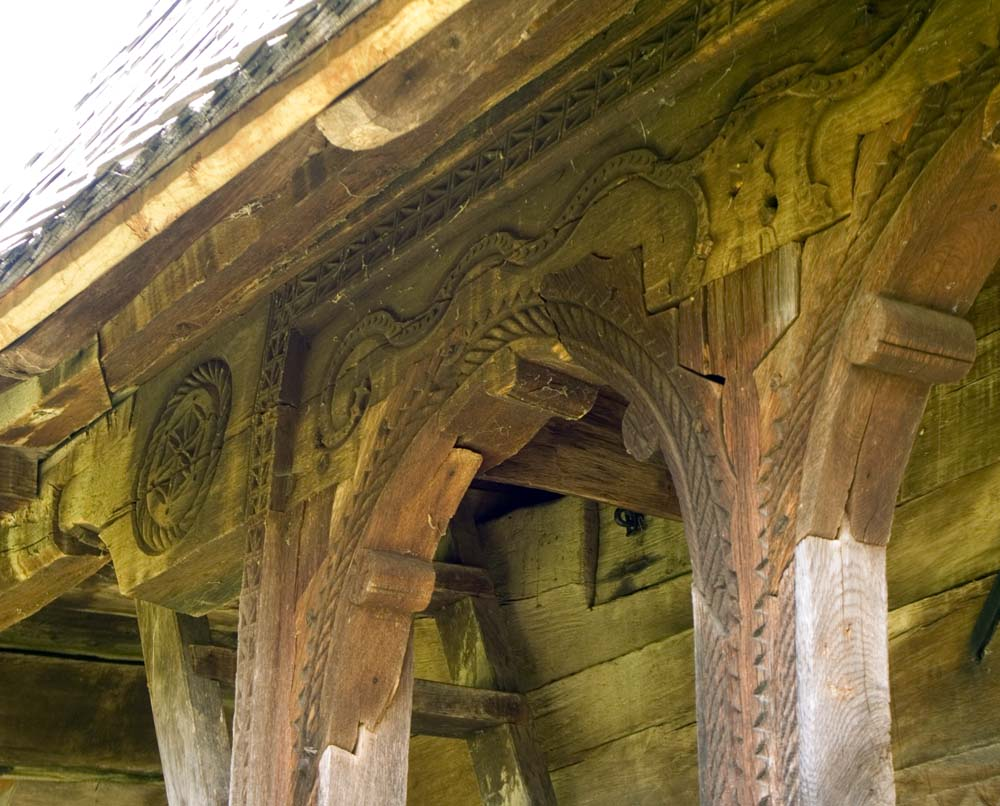
Fruntarul pridvorului la intrare
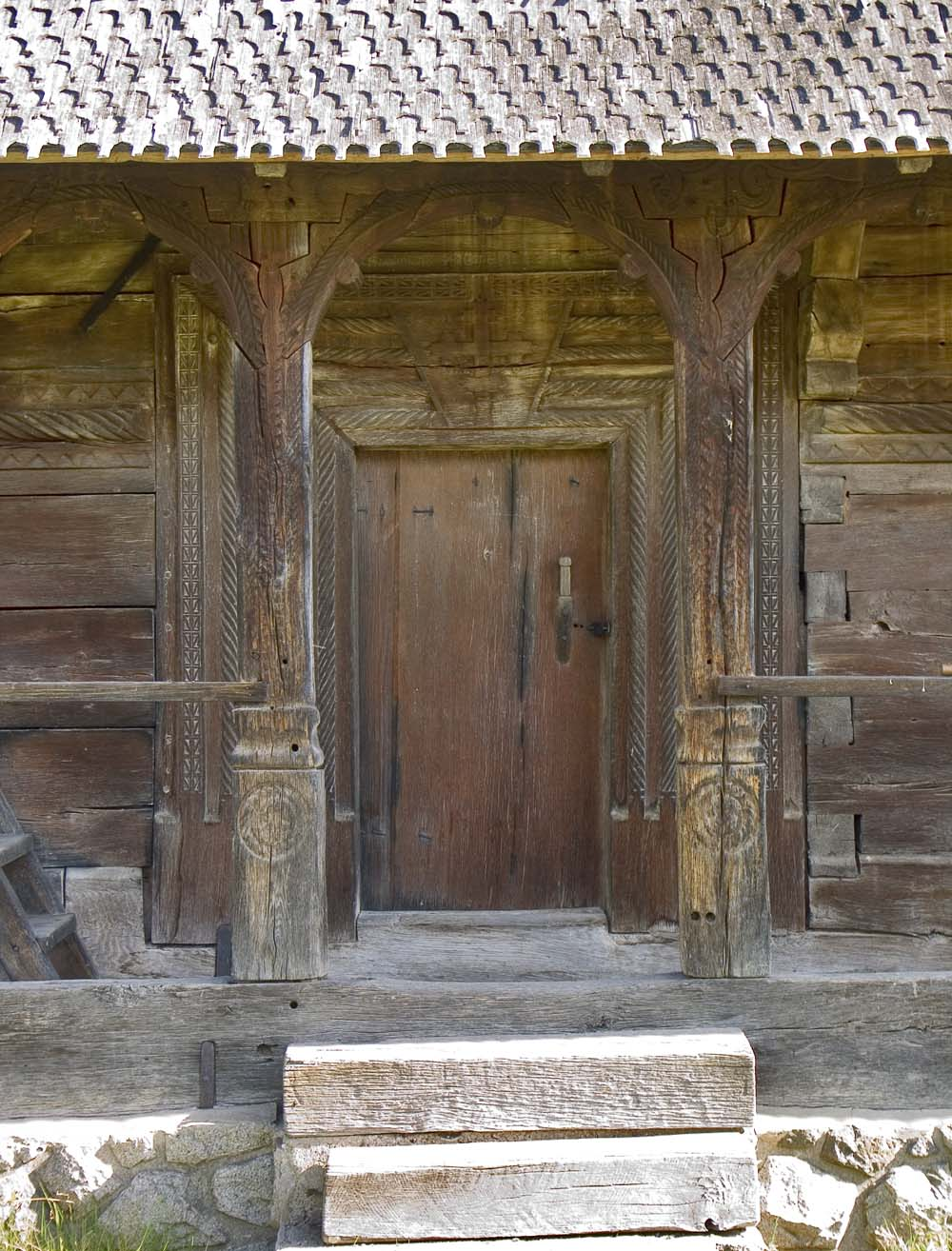
Intrarea
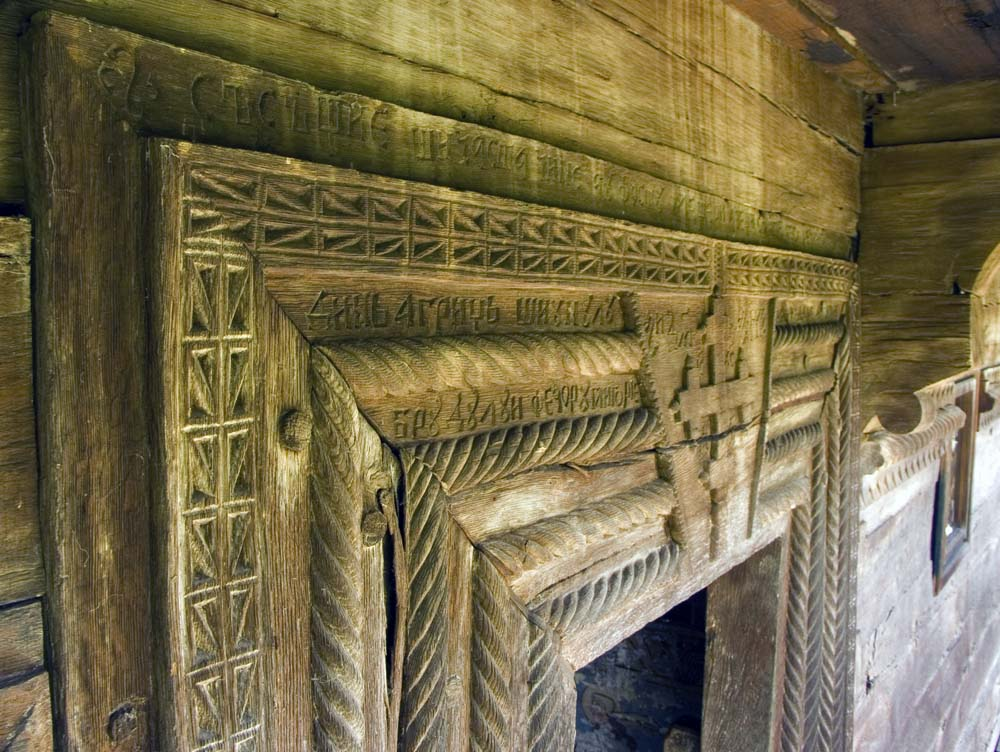
Inscripție peste intrare
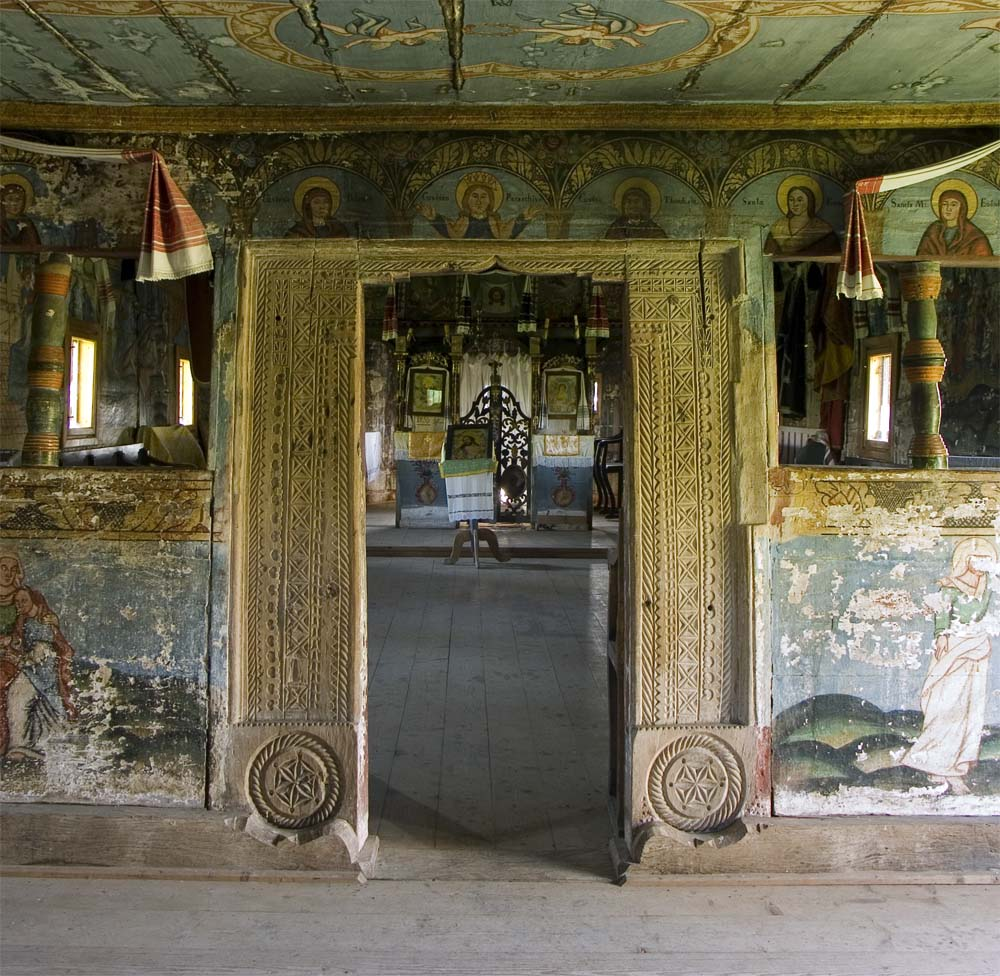
Intrarea în navă
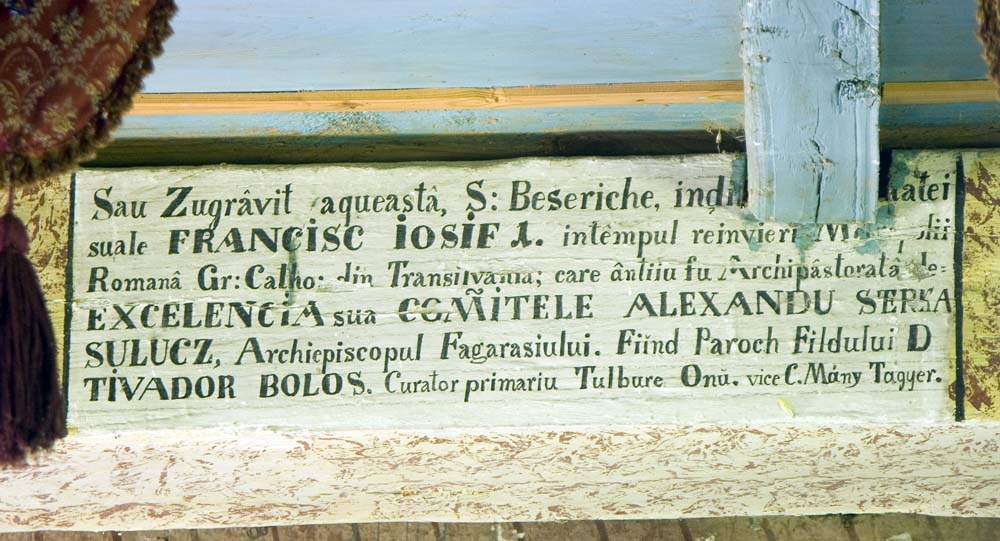
Pisania zugrăvelii de la 1856 din timpul păstoririi arhiepiscopului și mitropolitului greco-catolic de Alba Iulia și Făgăraș, Alexandru Șterca-Șuluțiu

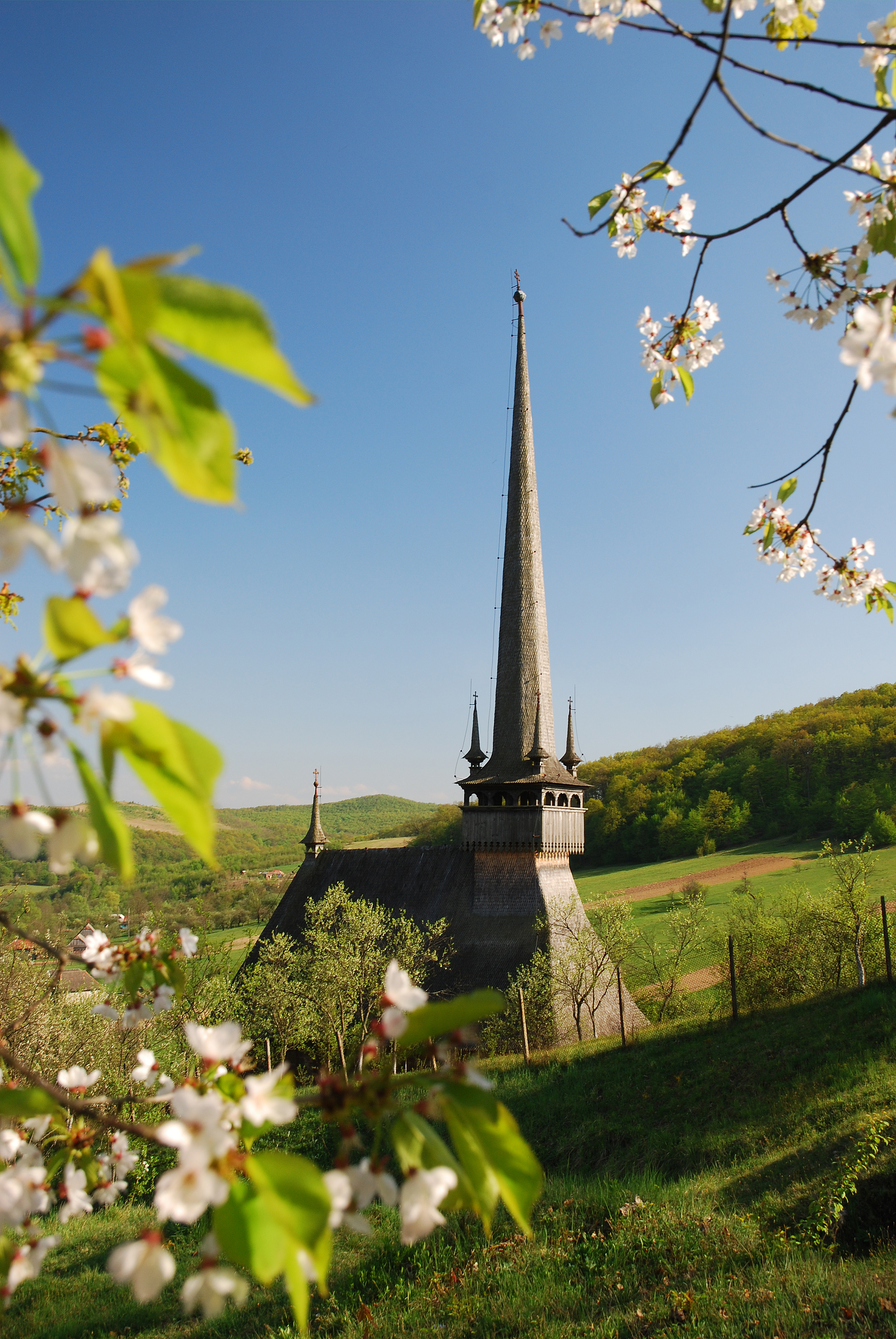
Biserica, primăvara

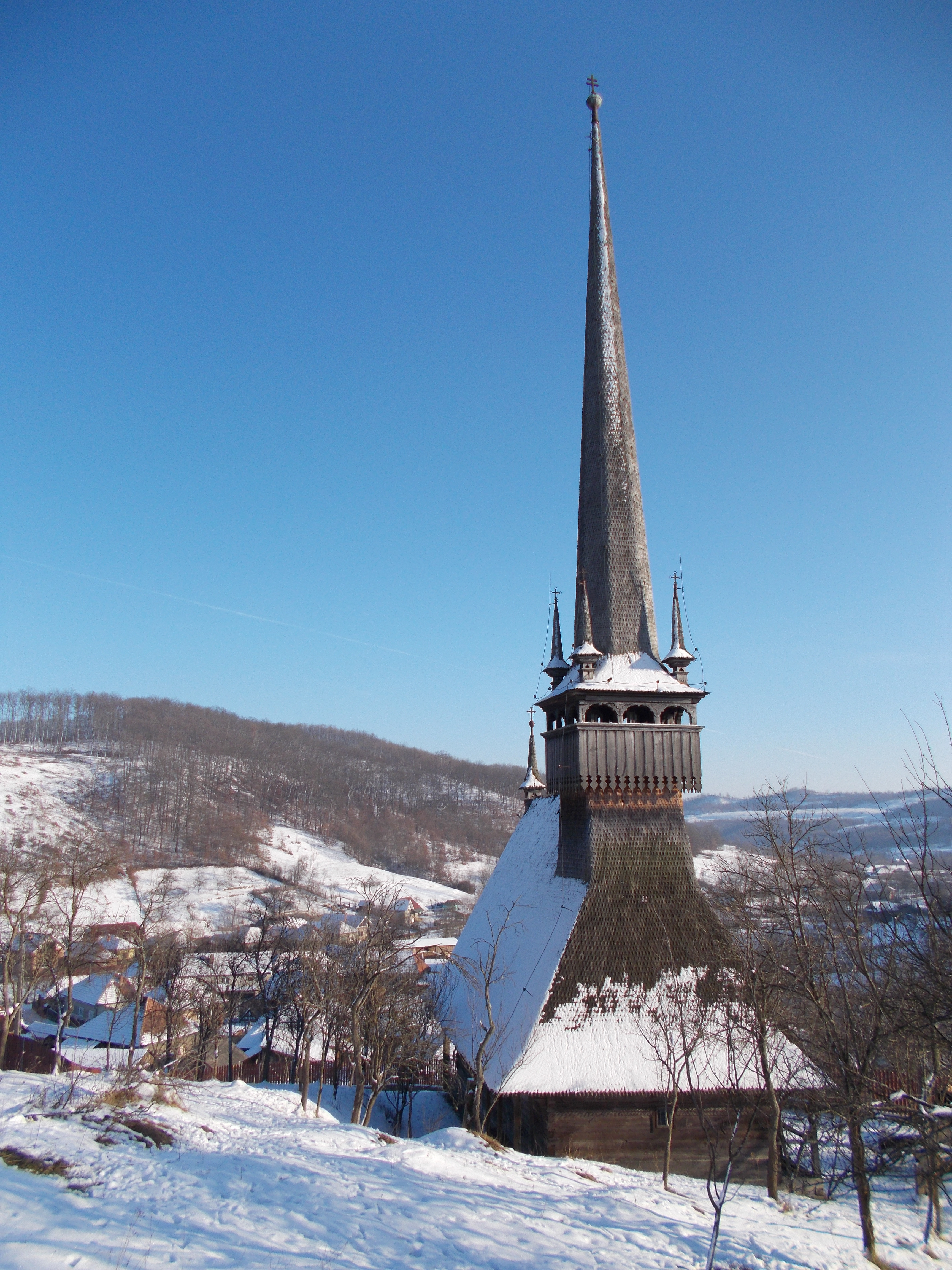
Imagine de ansamblu, 2017

## Galerie de imagini, februarie 2009

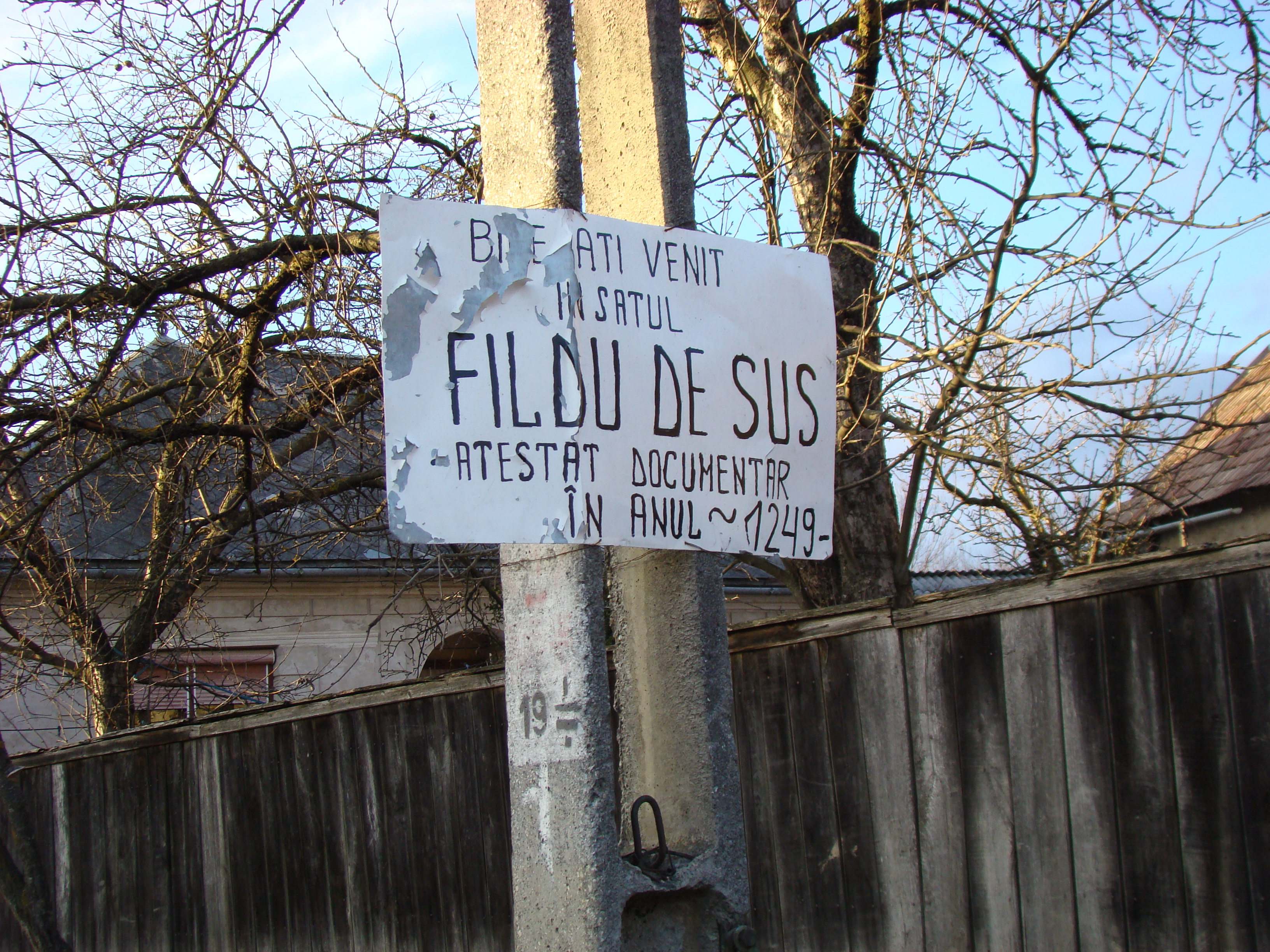
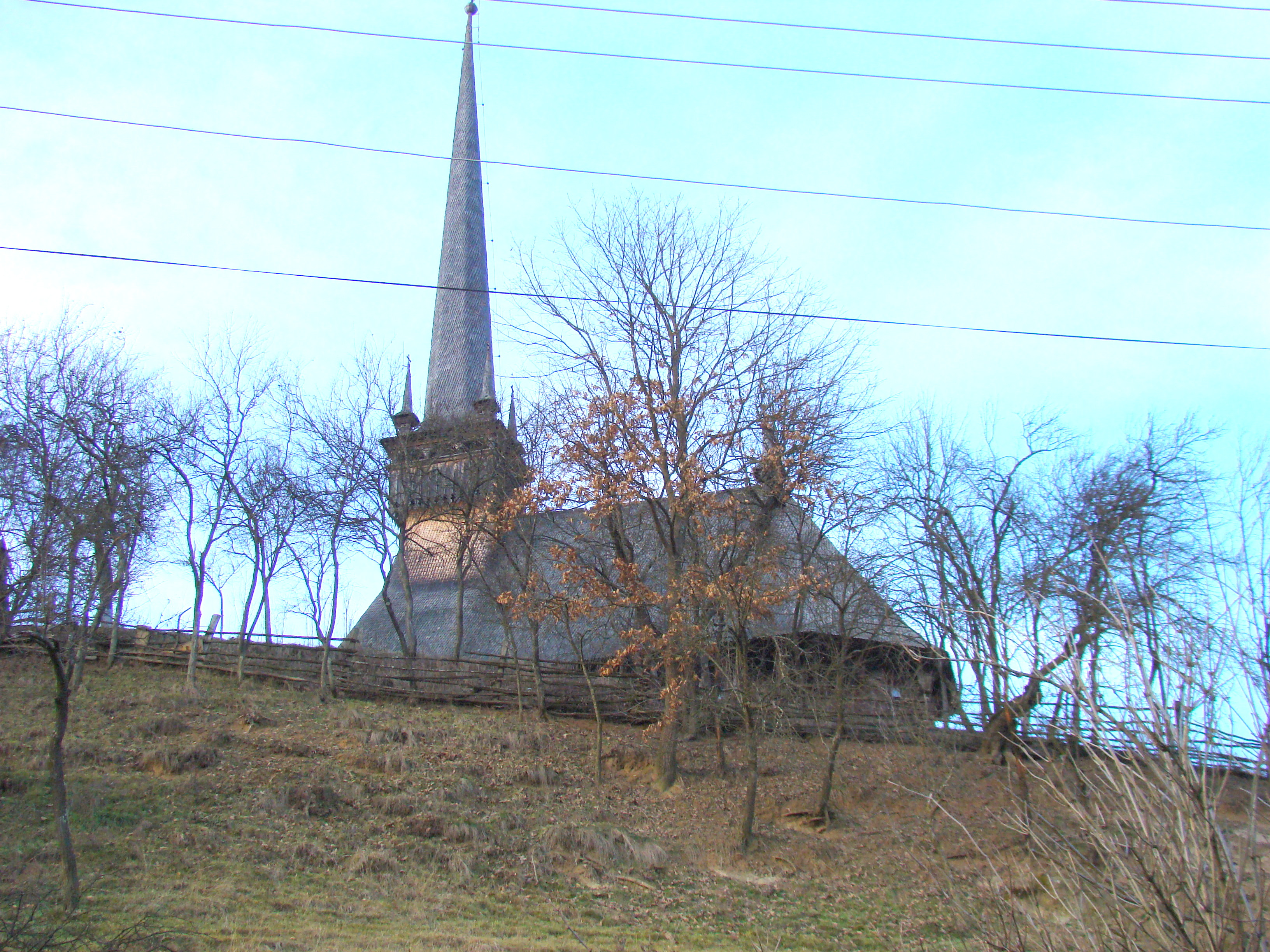
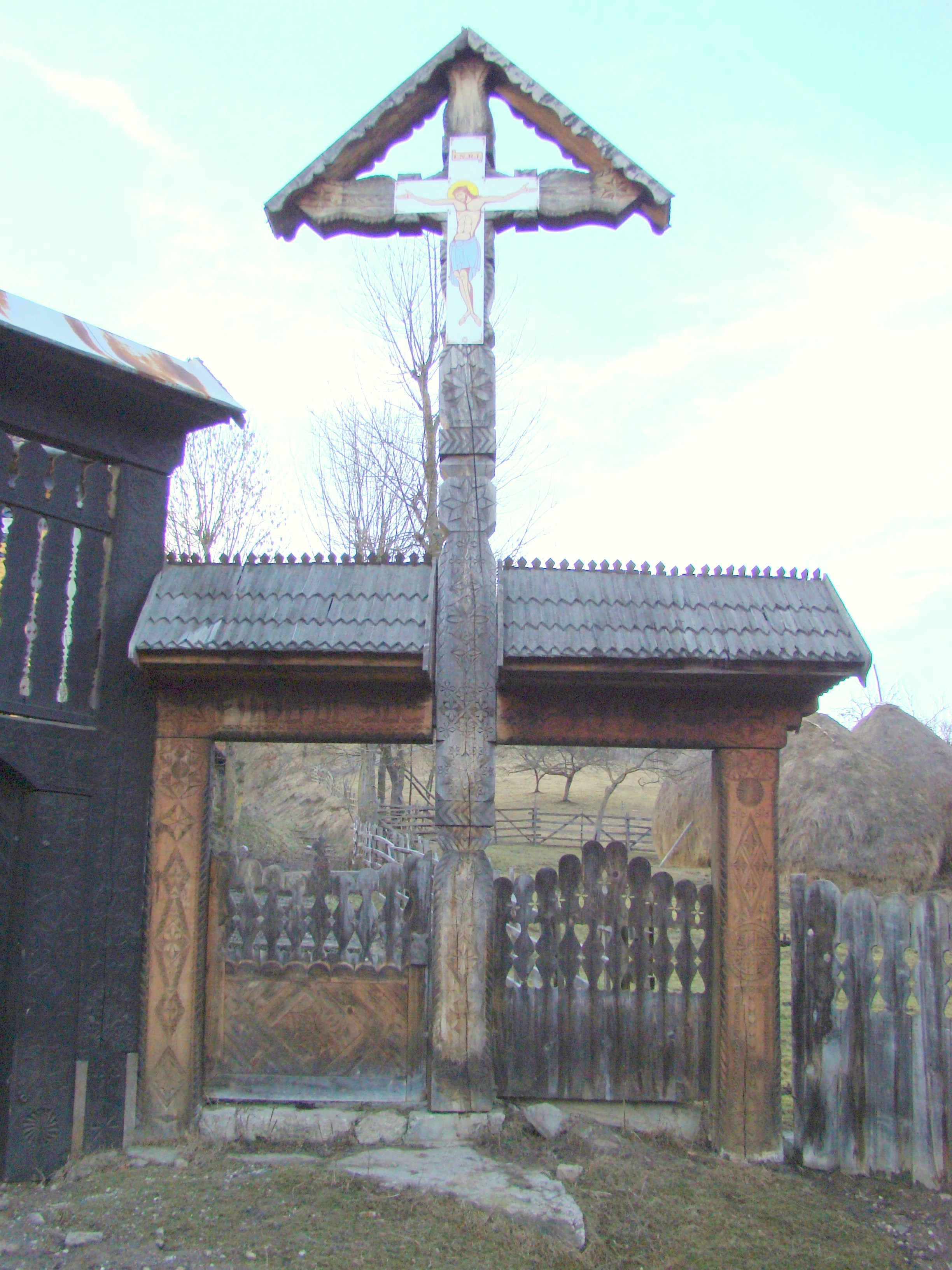
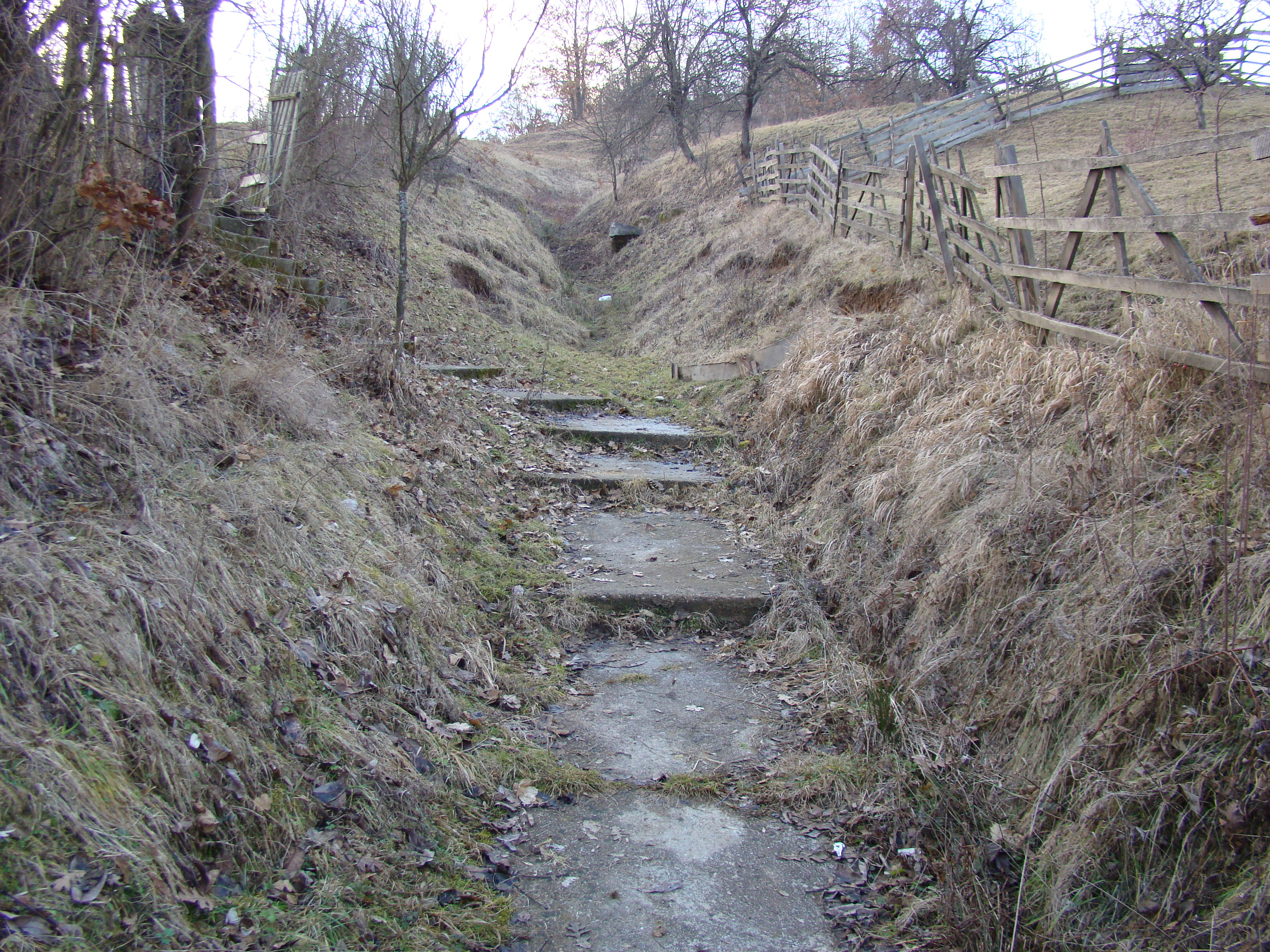
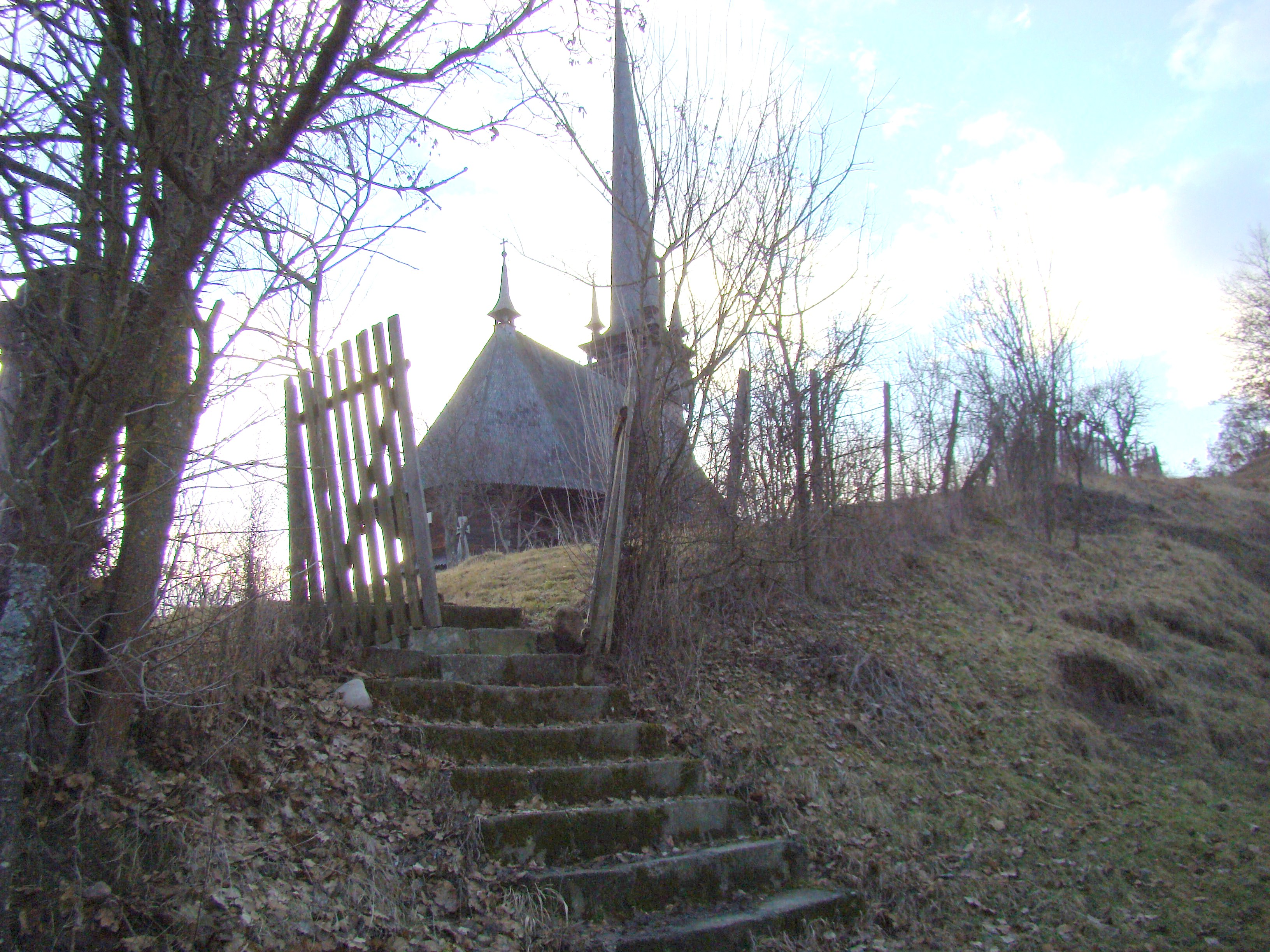
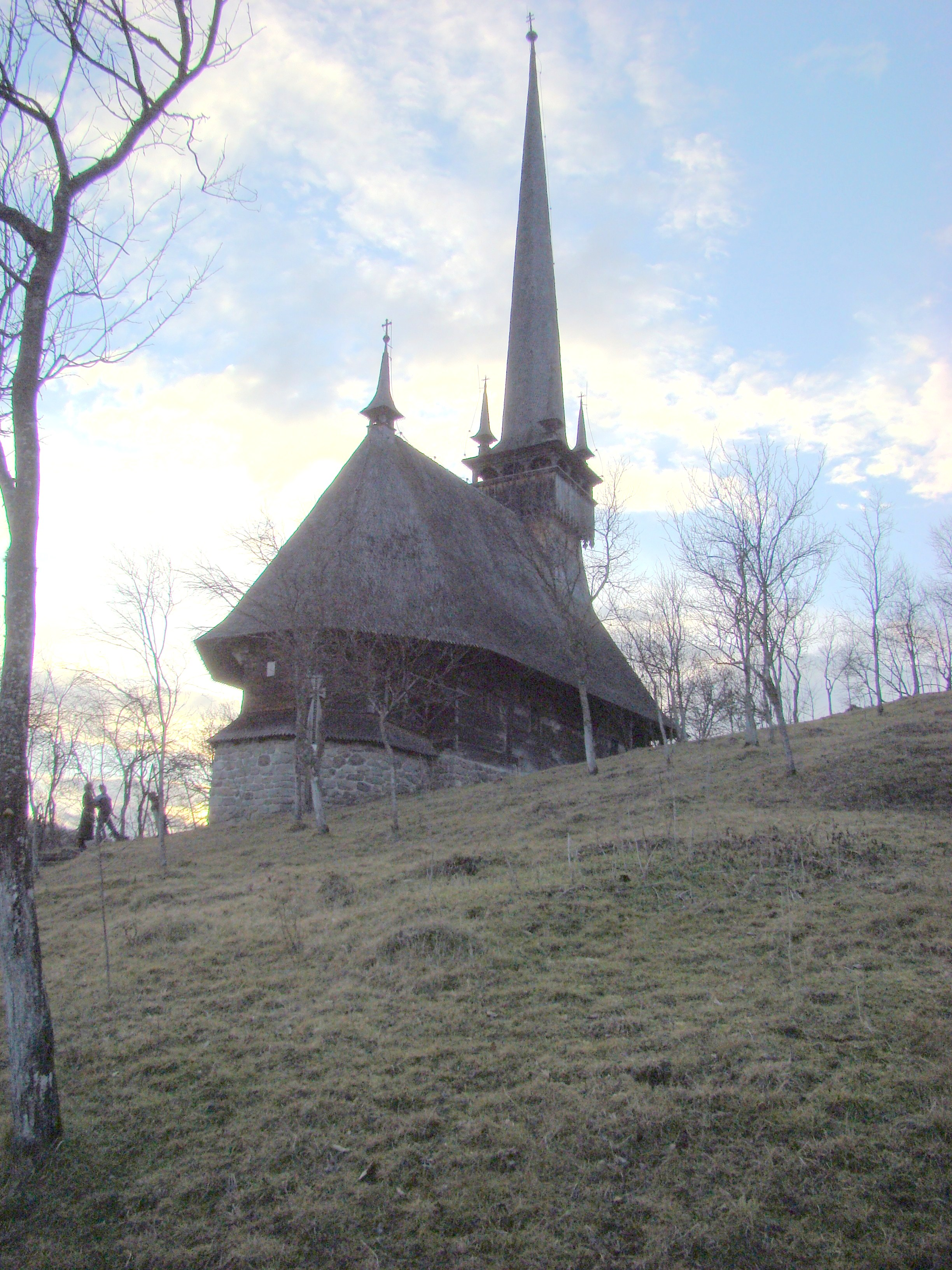
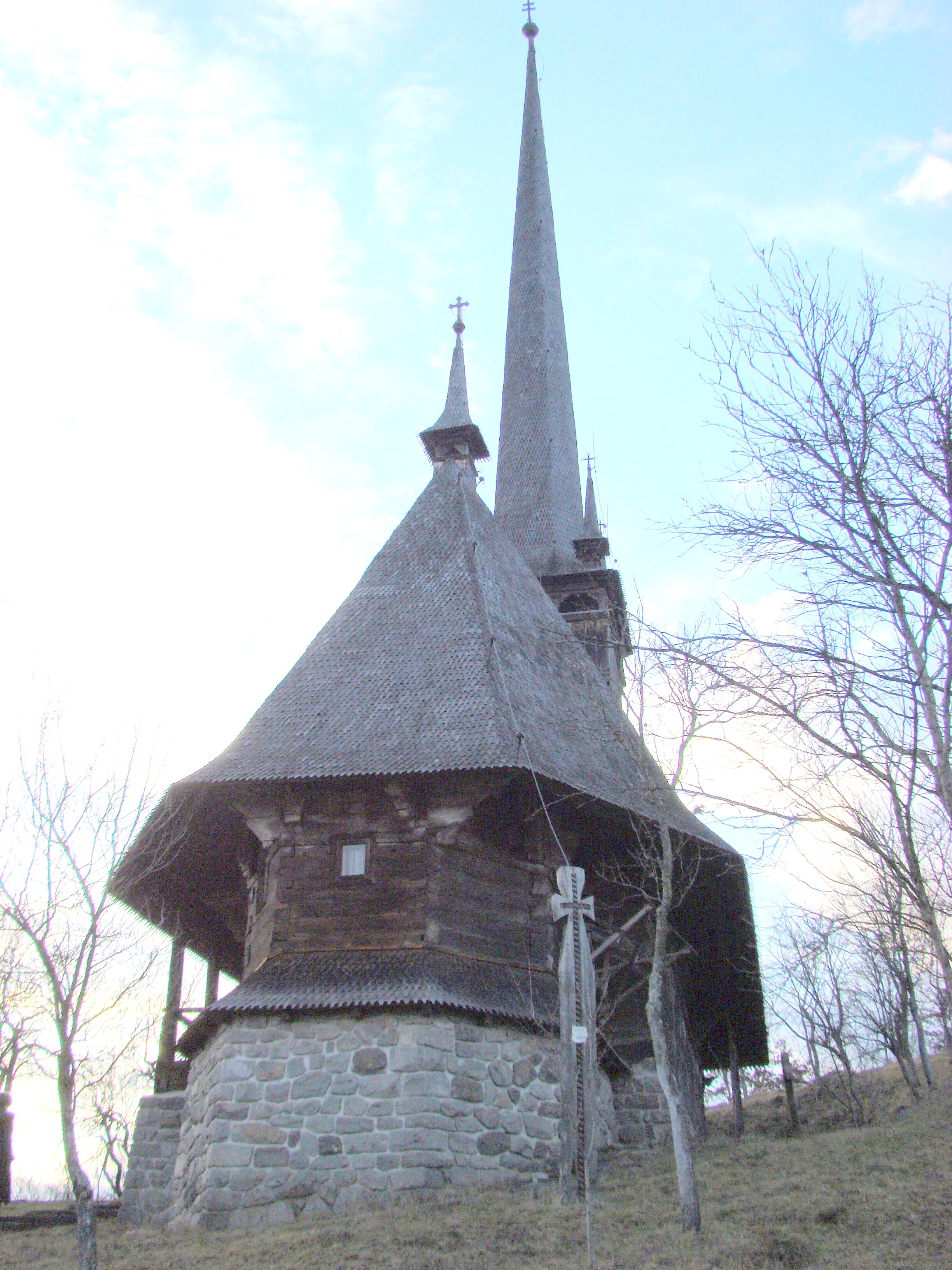
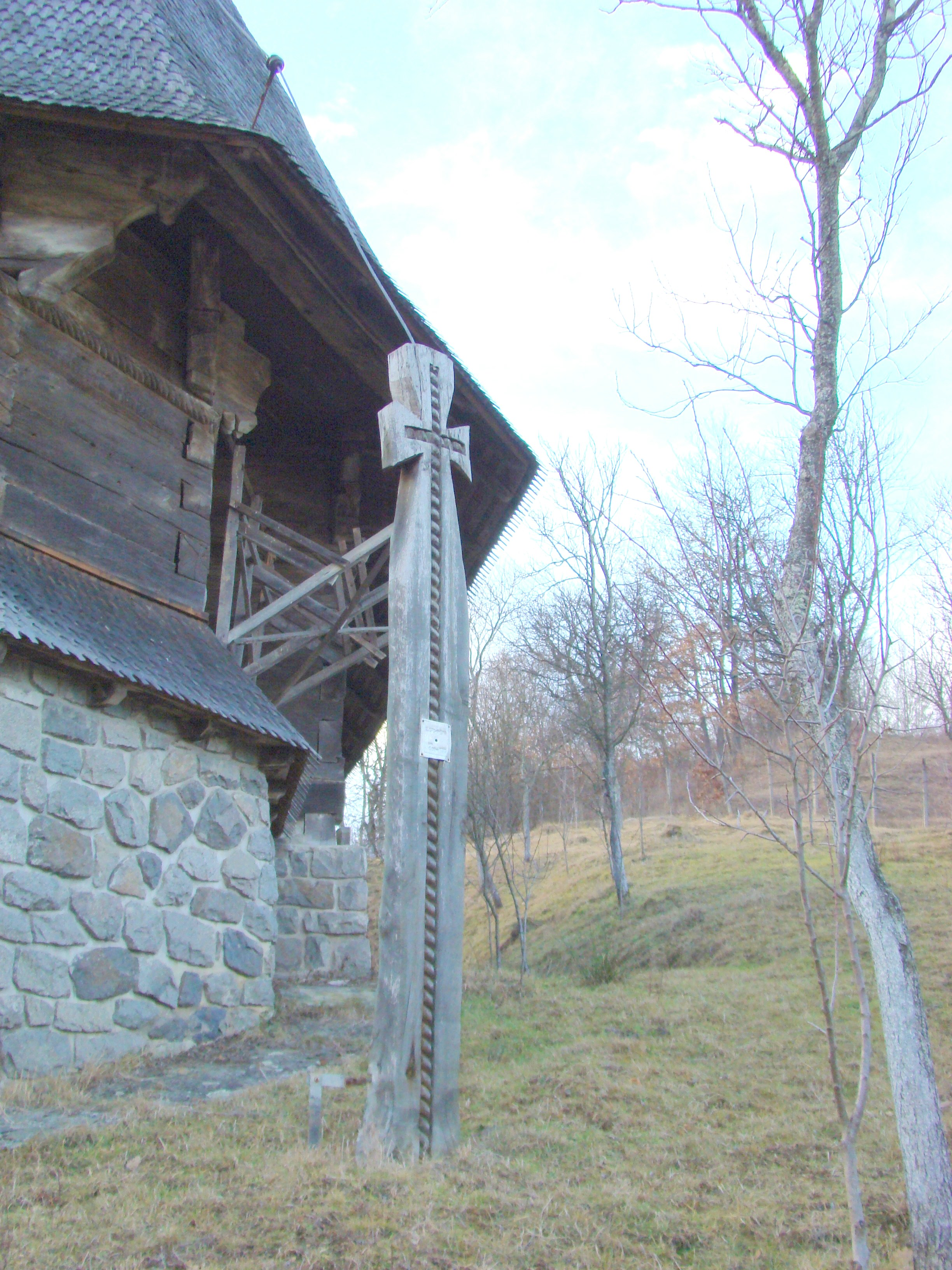
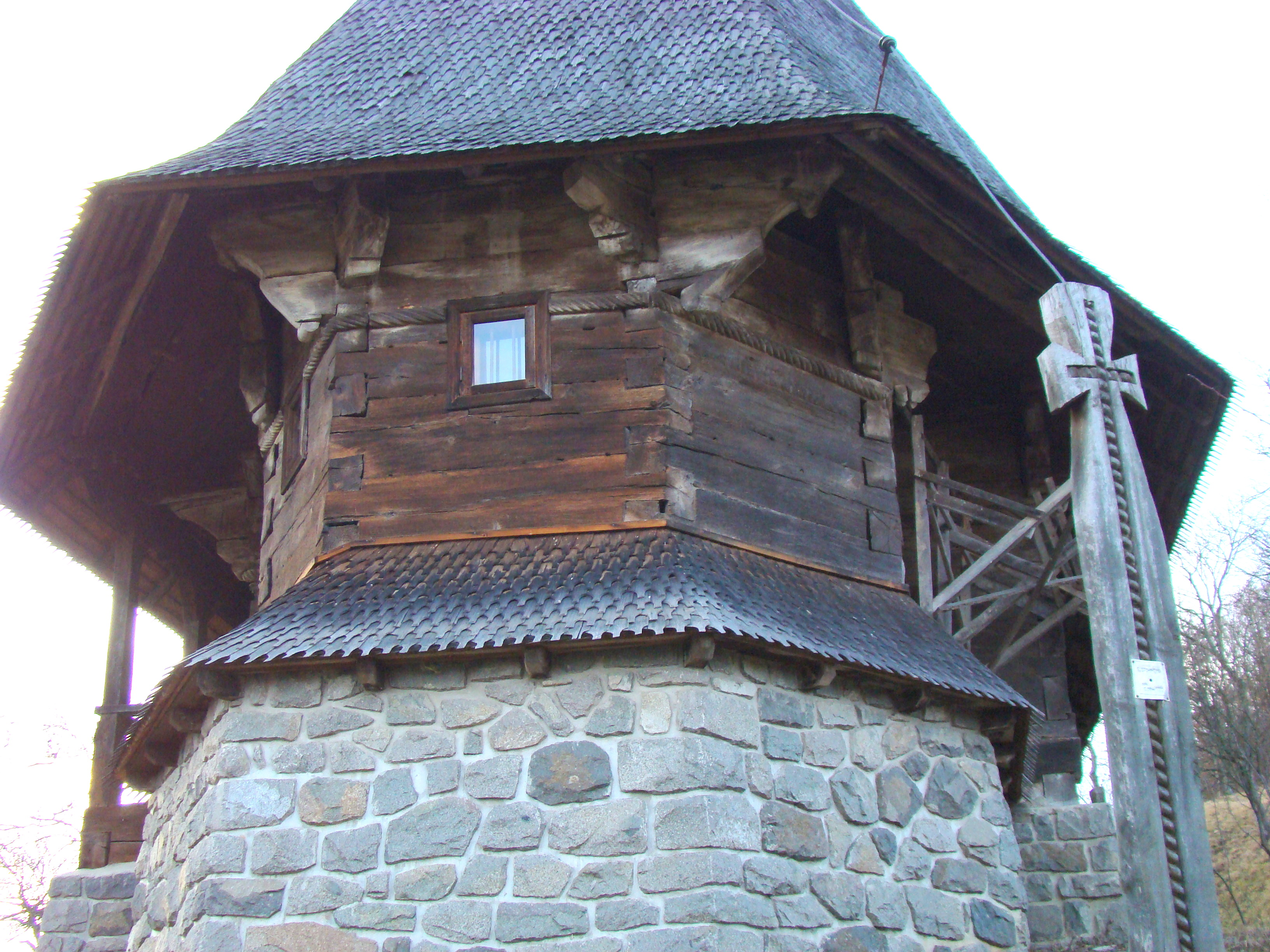
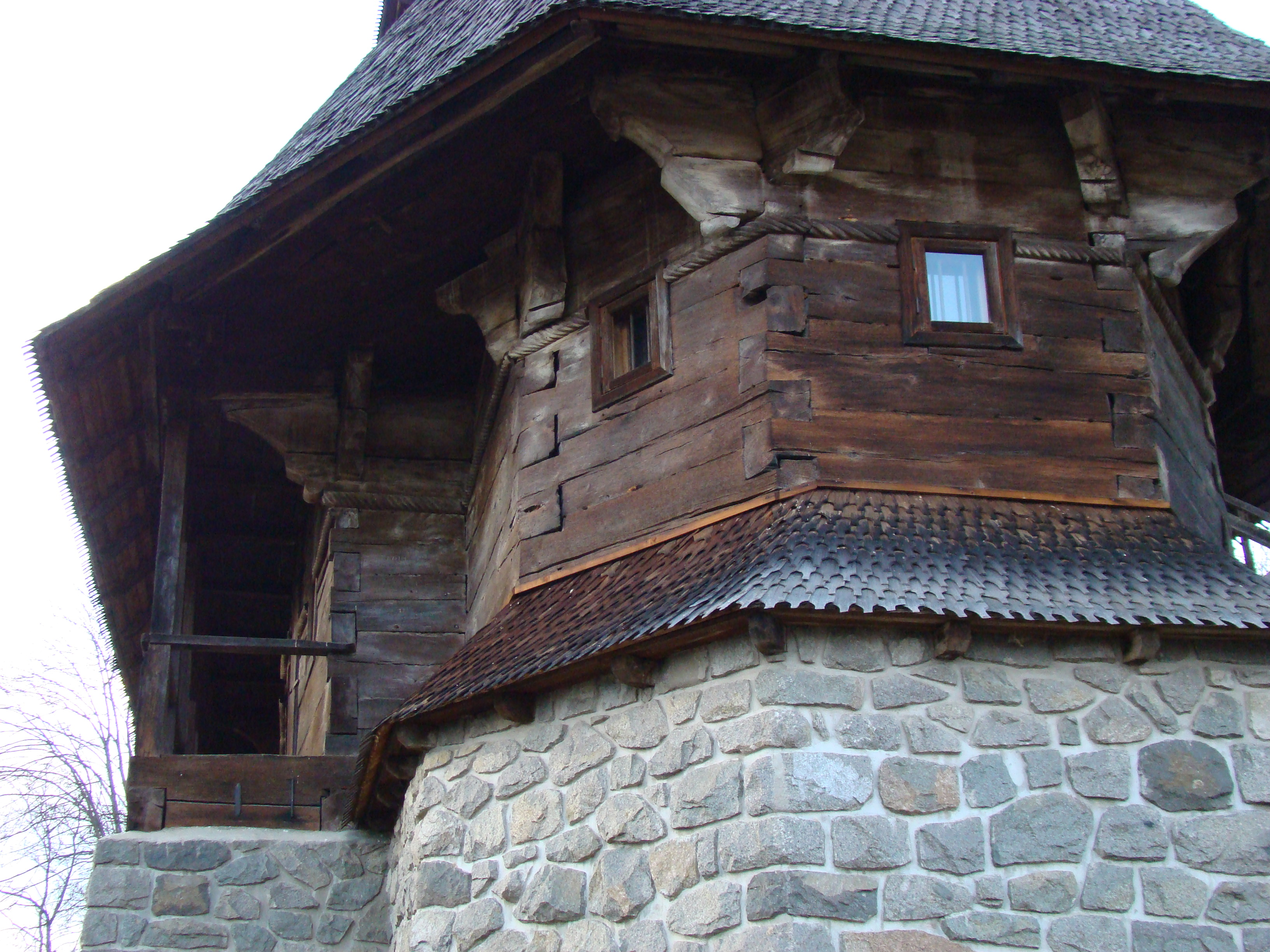
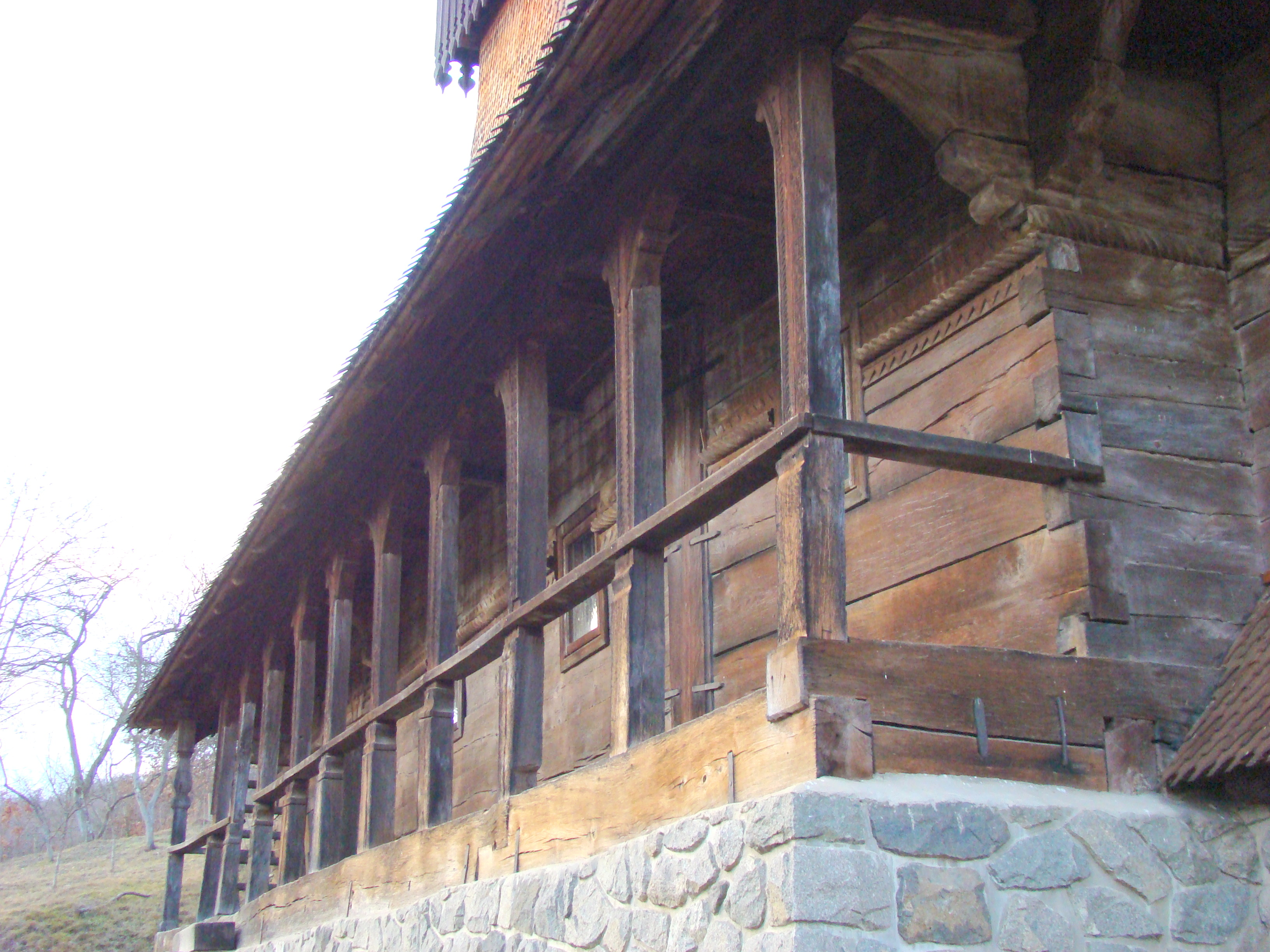
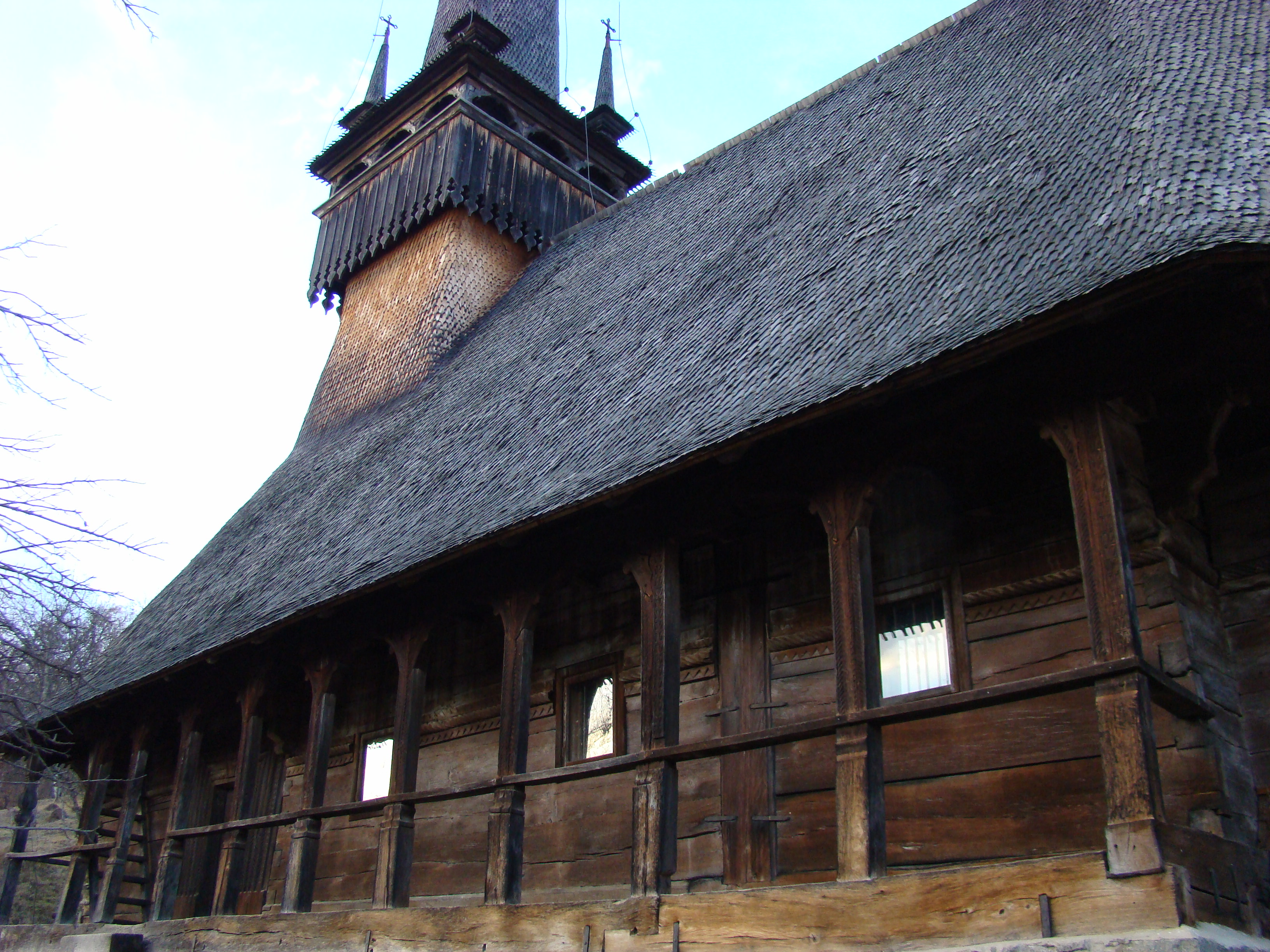
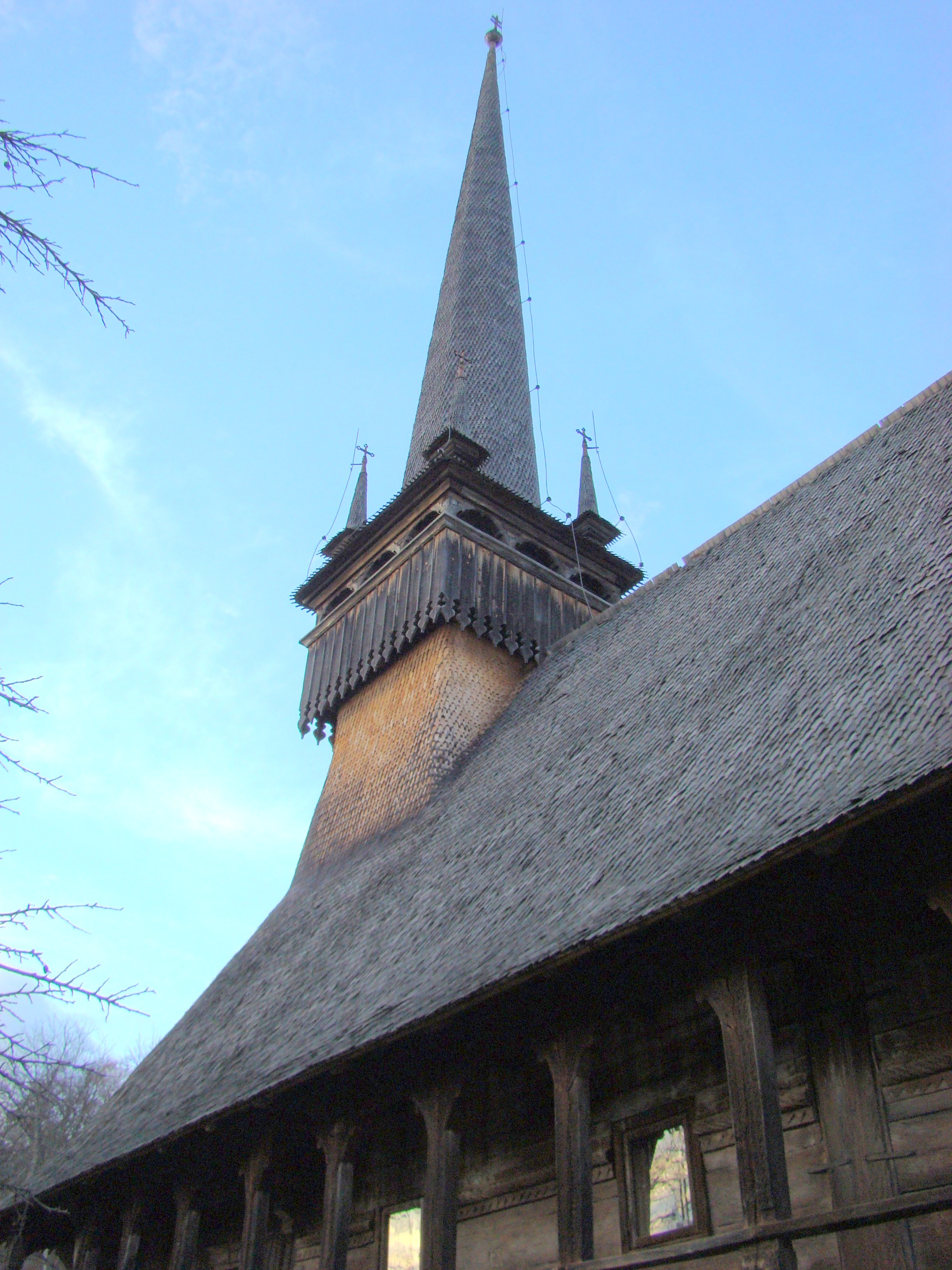
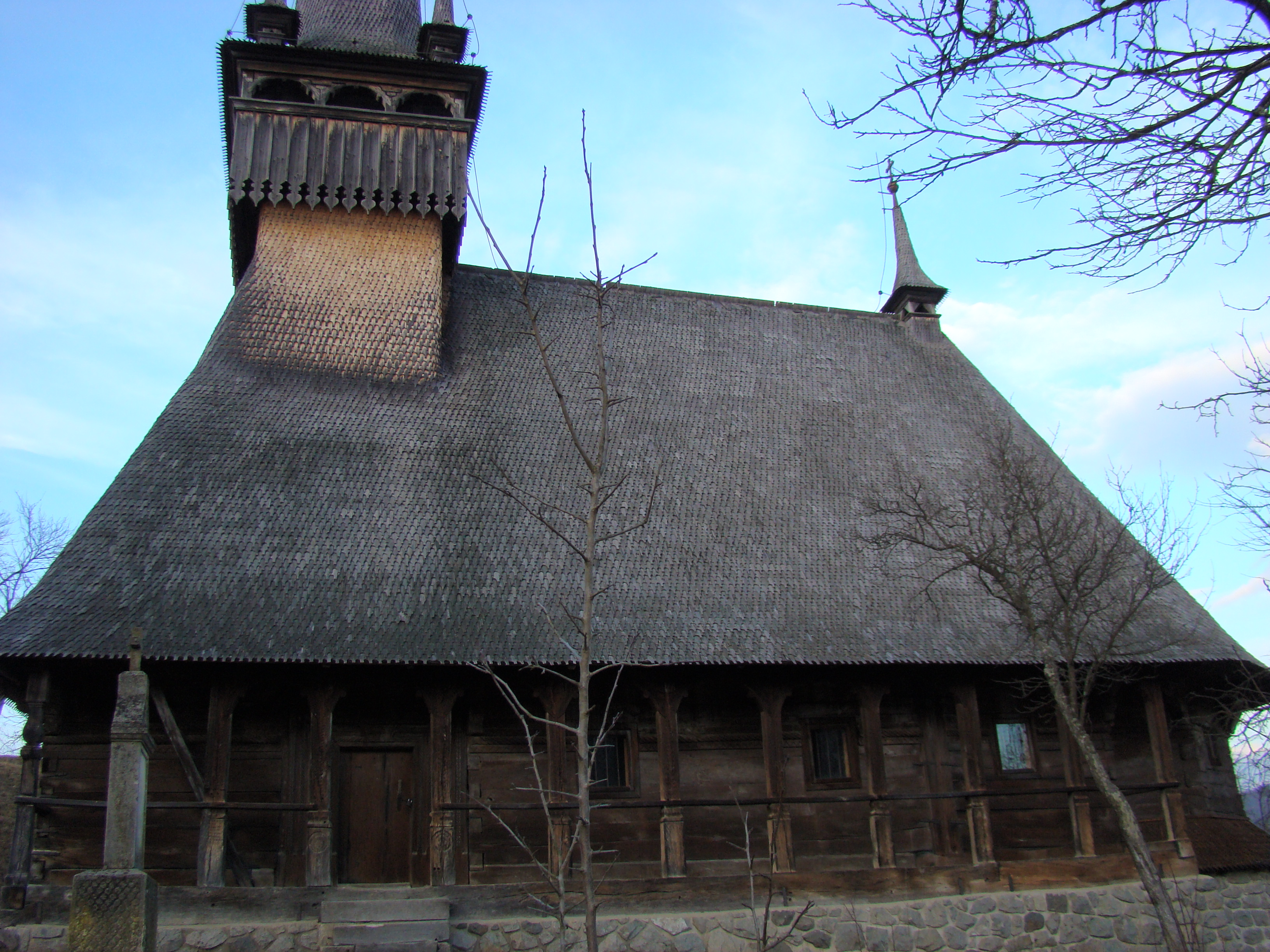
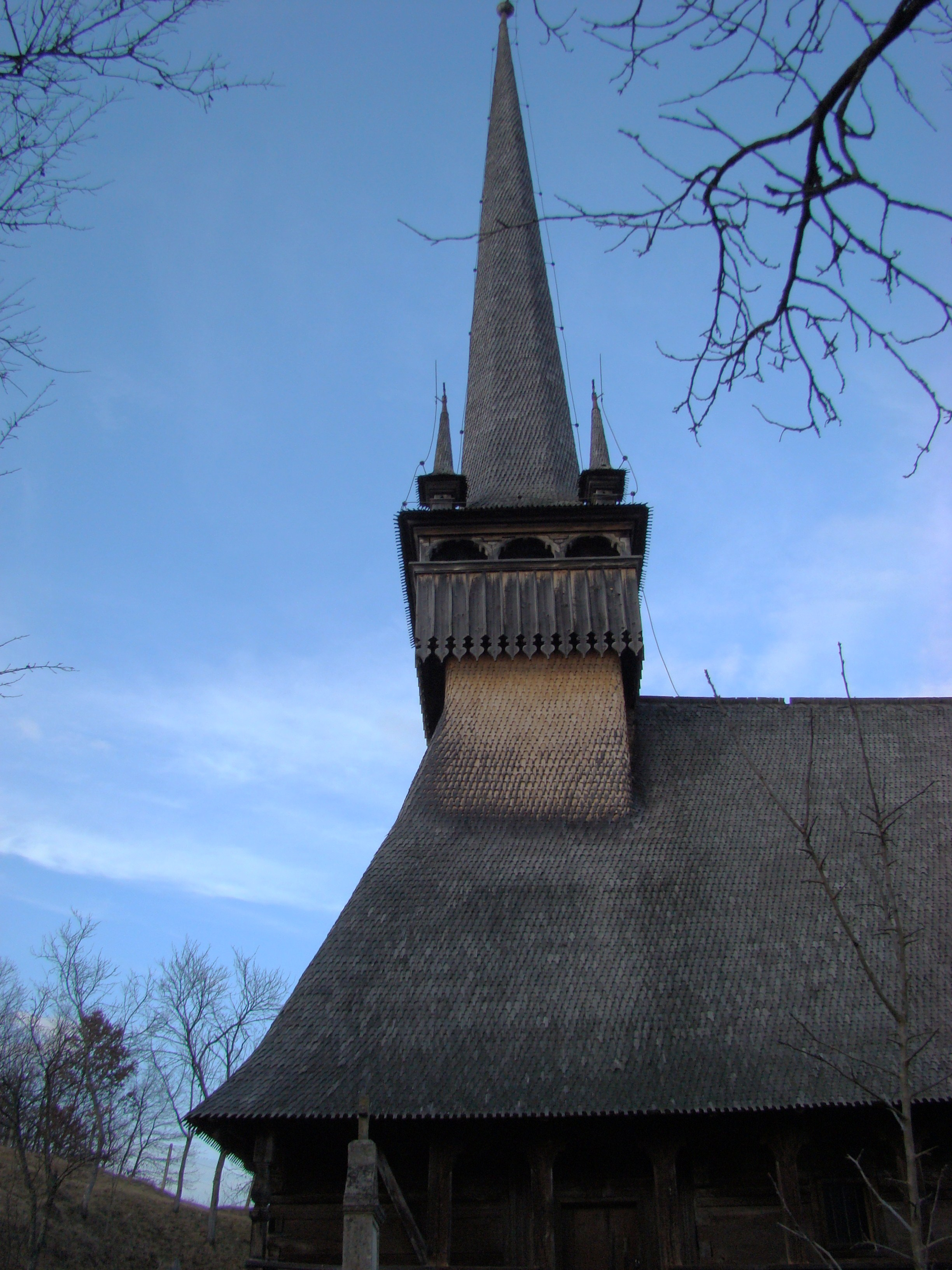
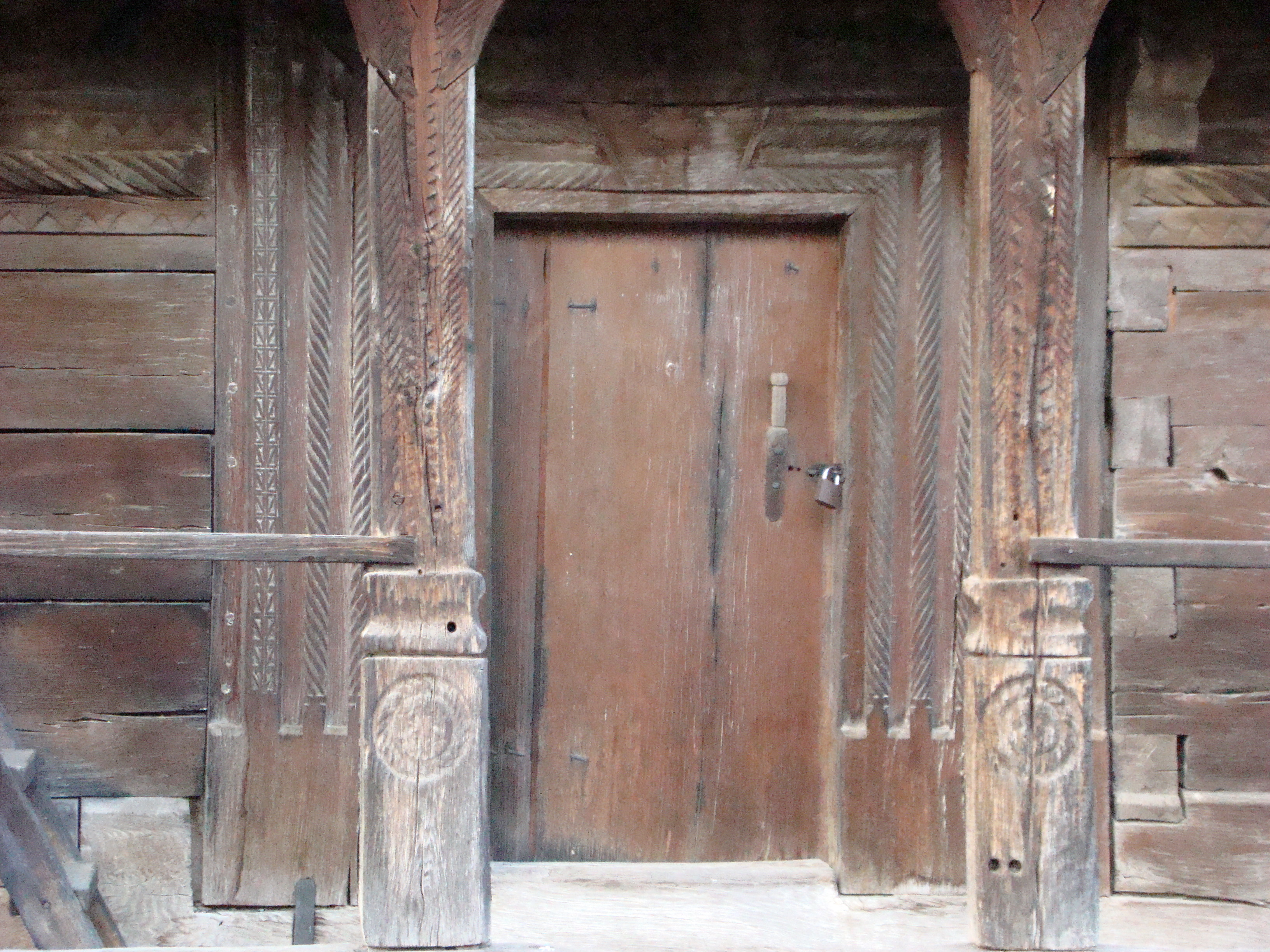
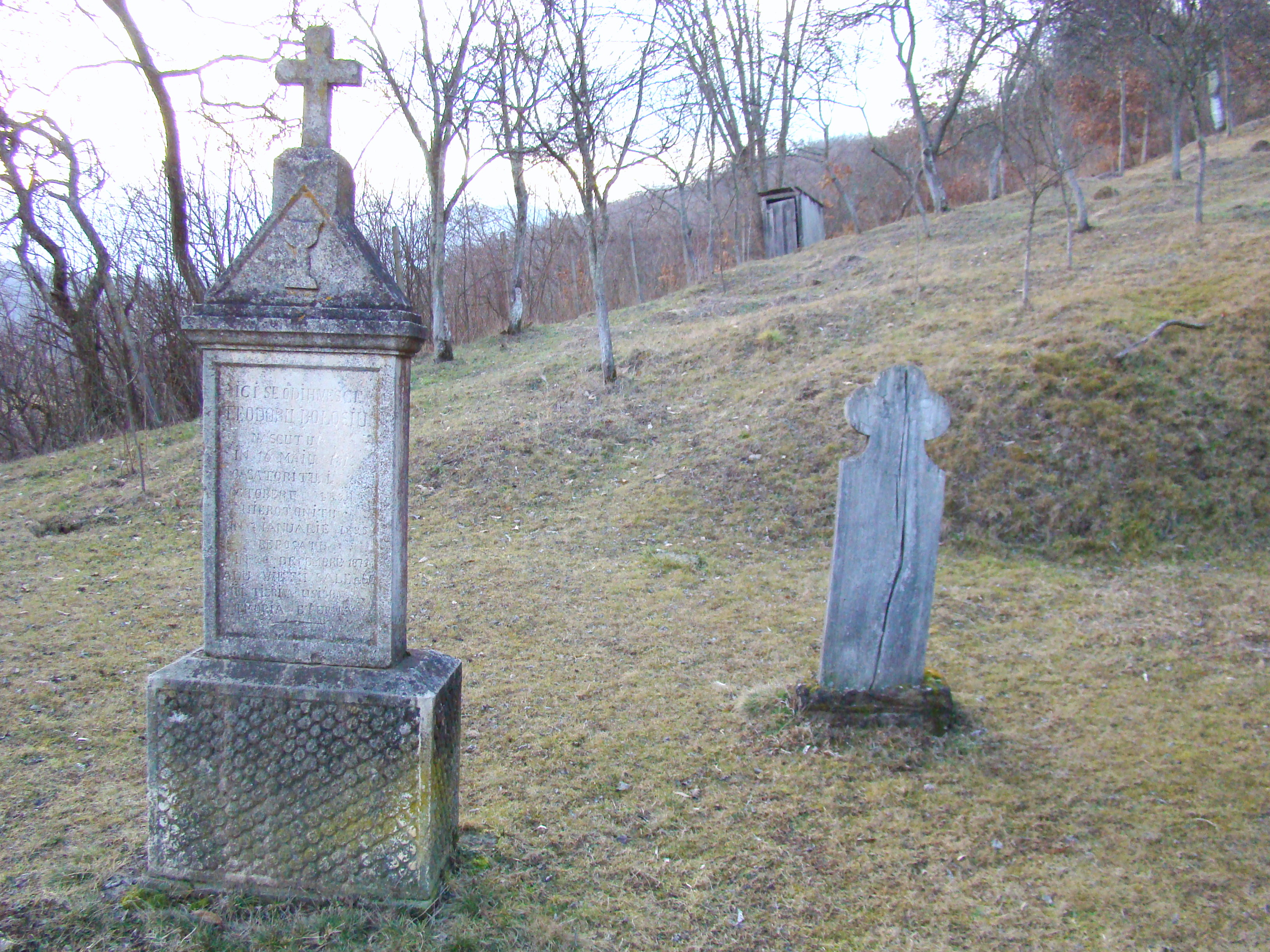
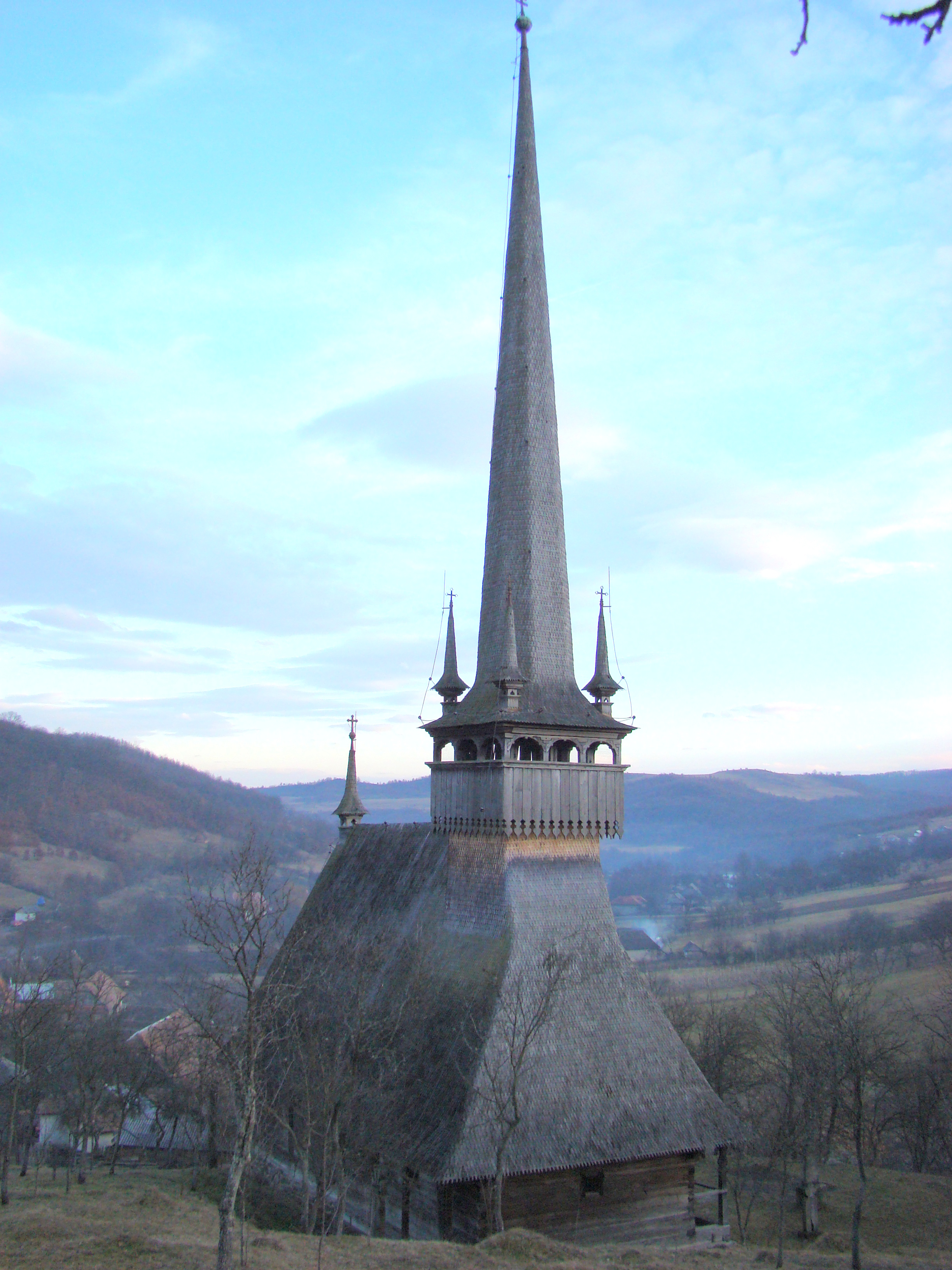
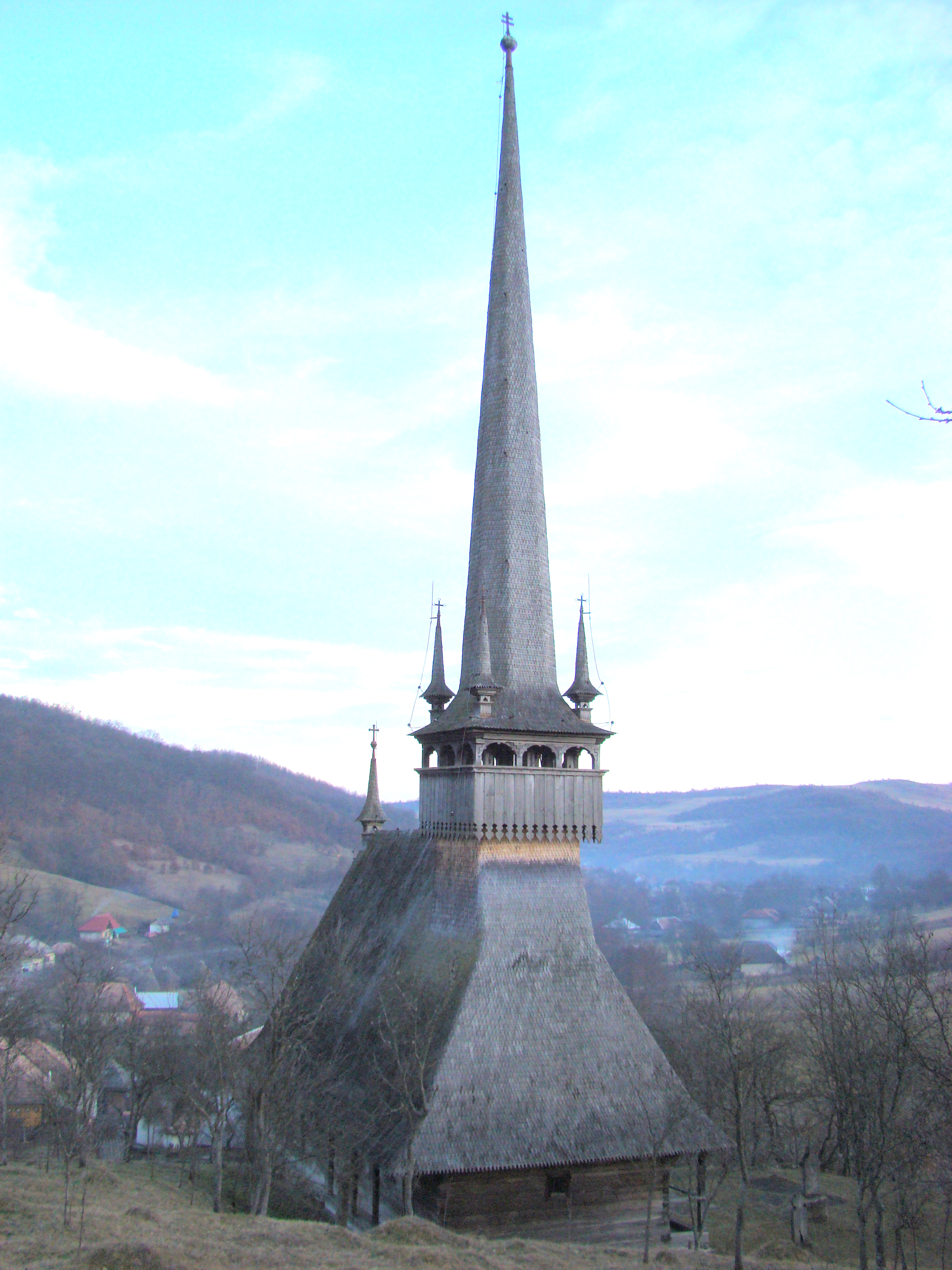
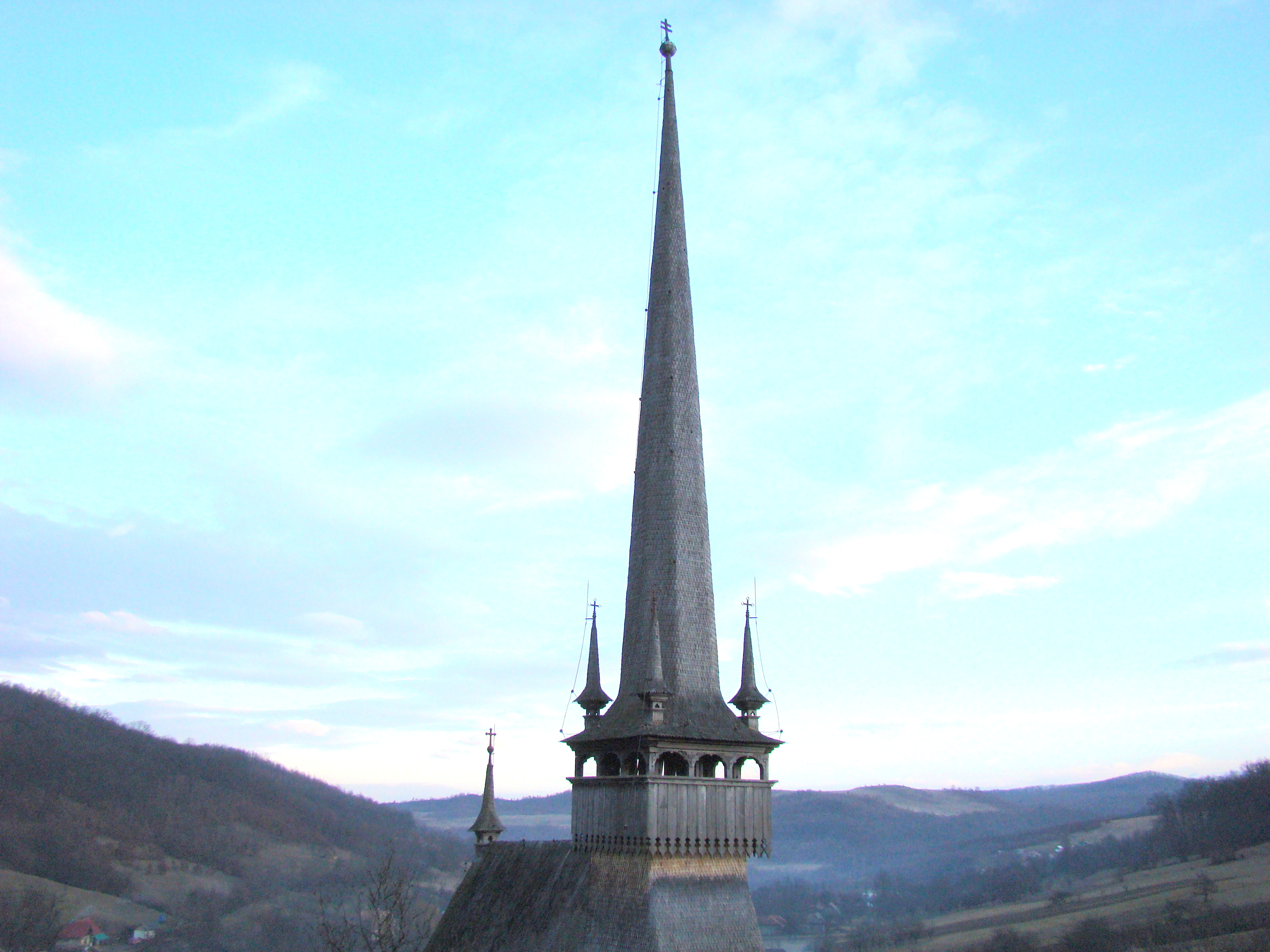
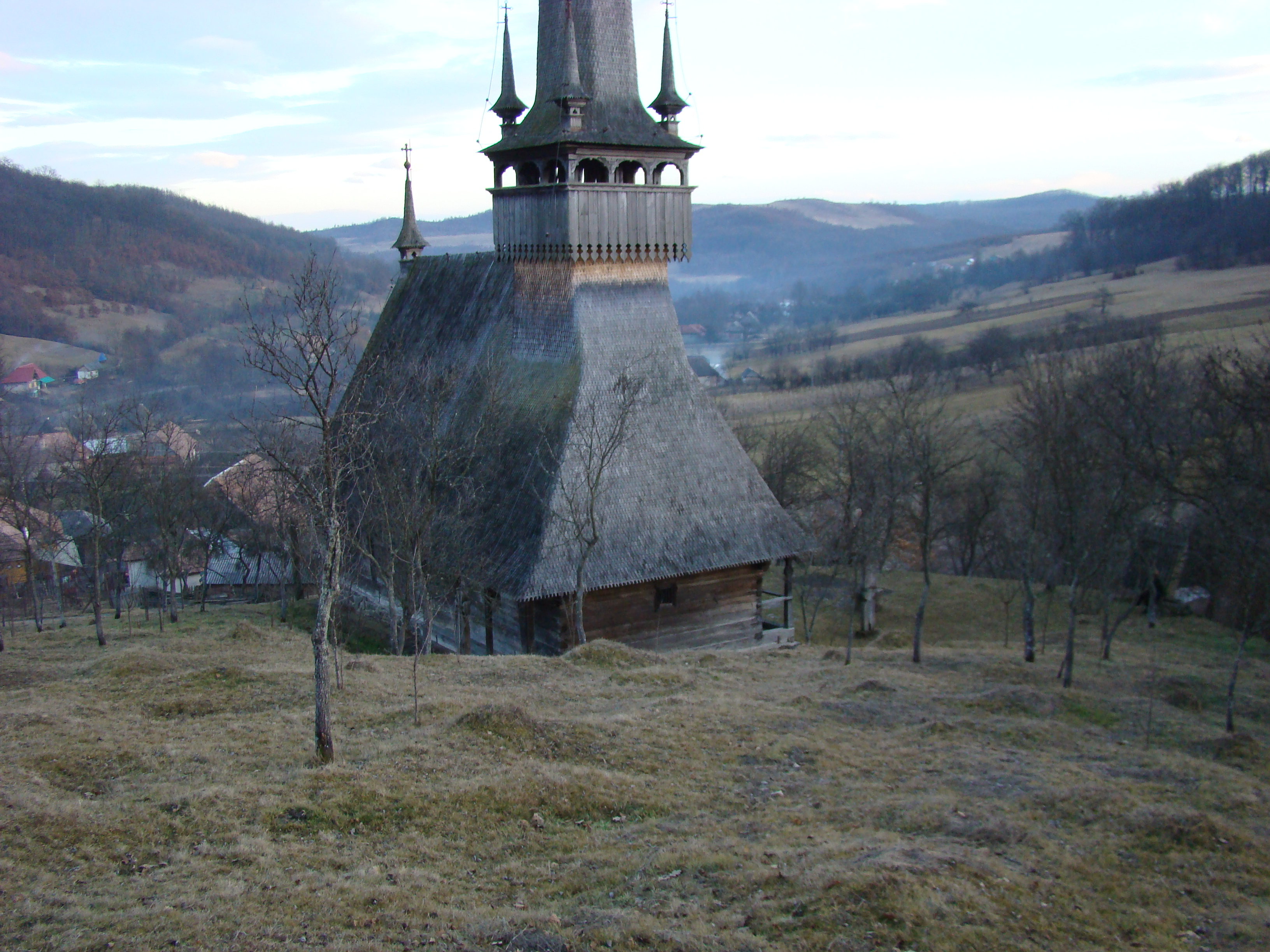
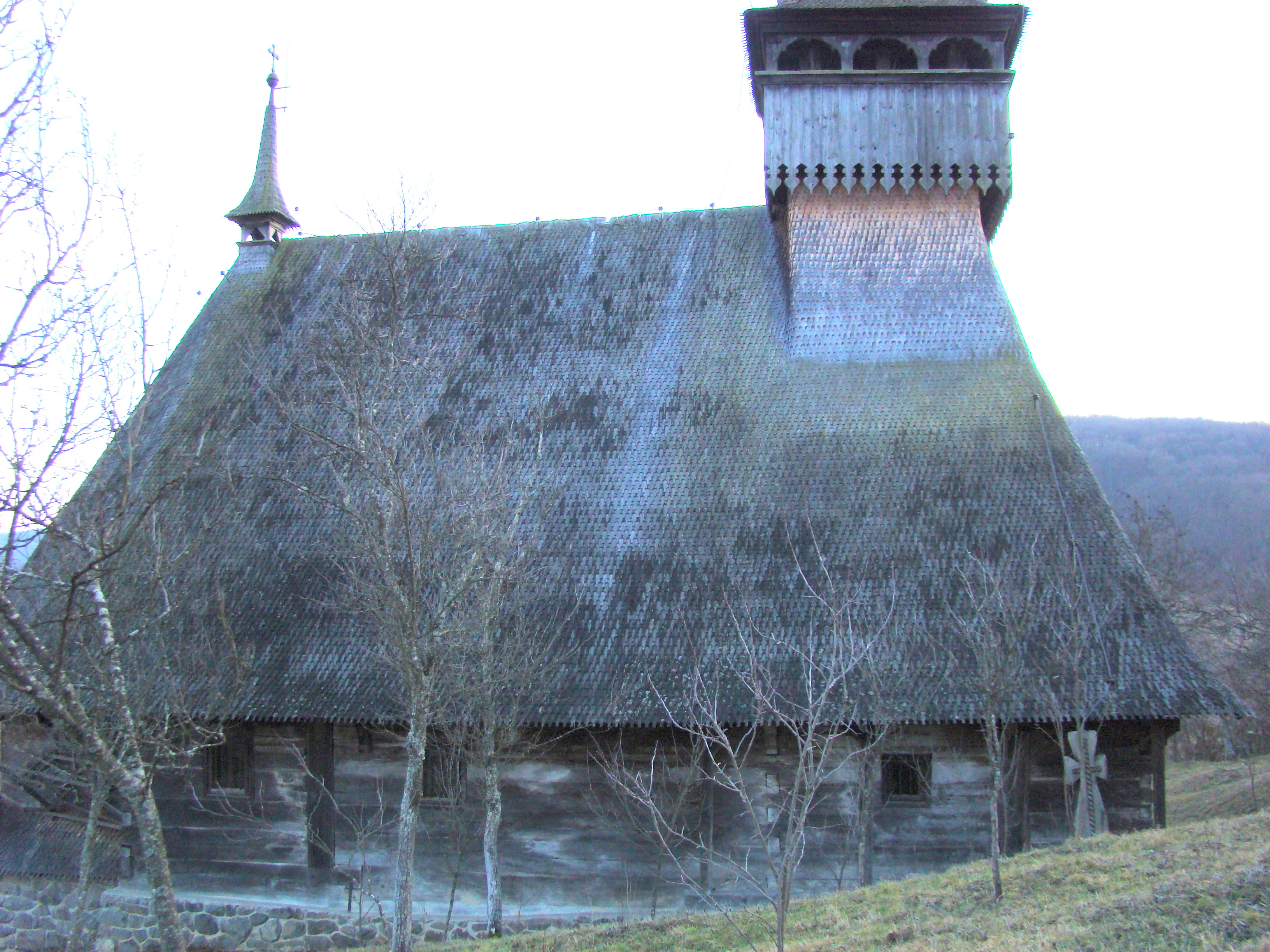
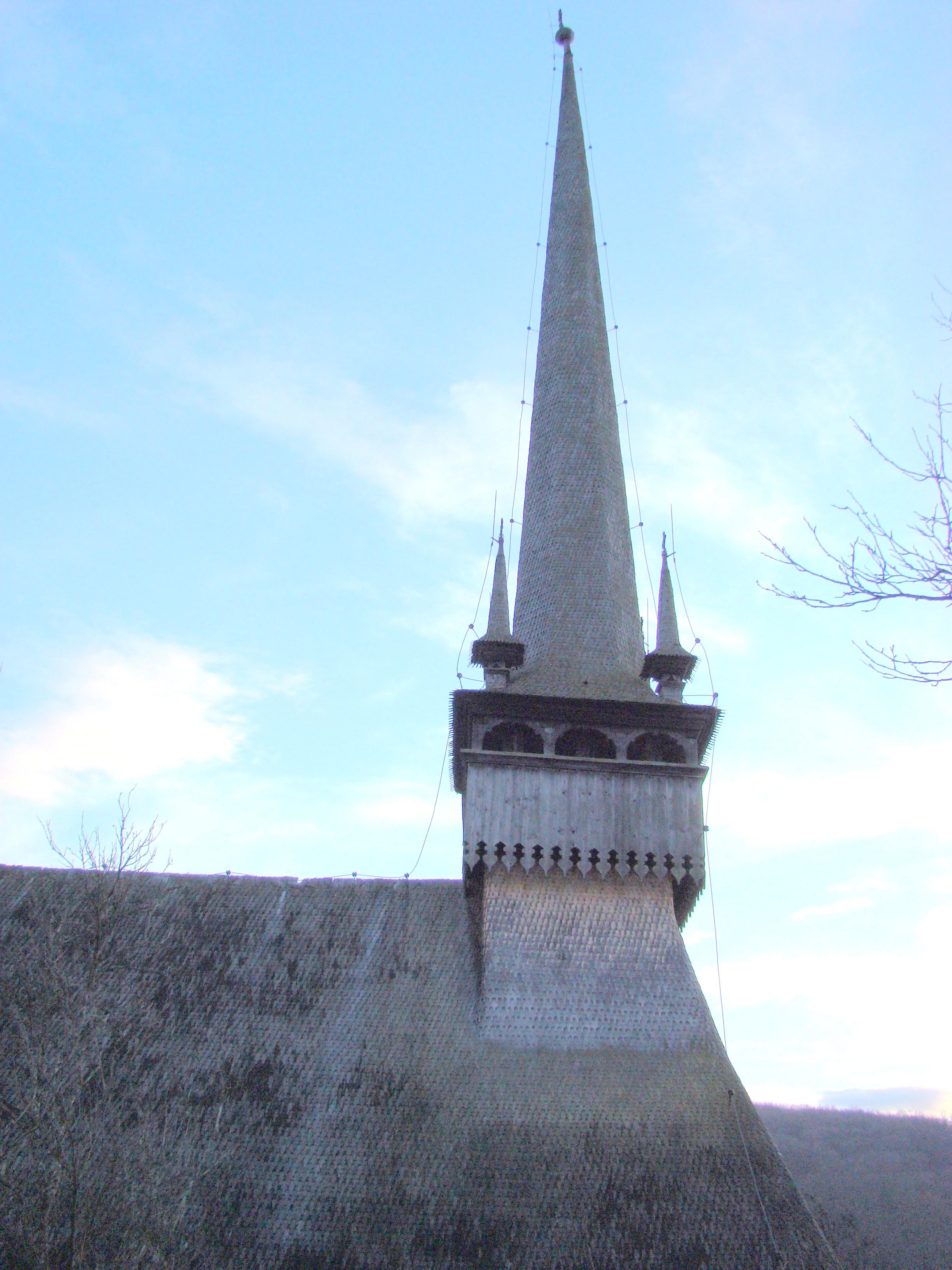
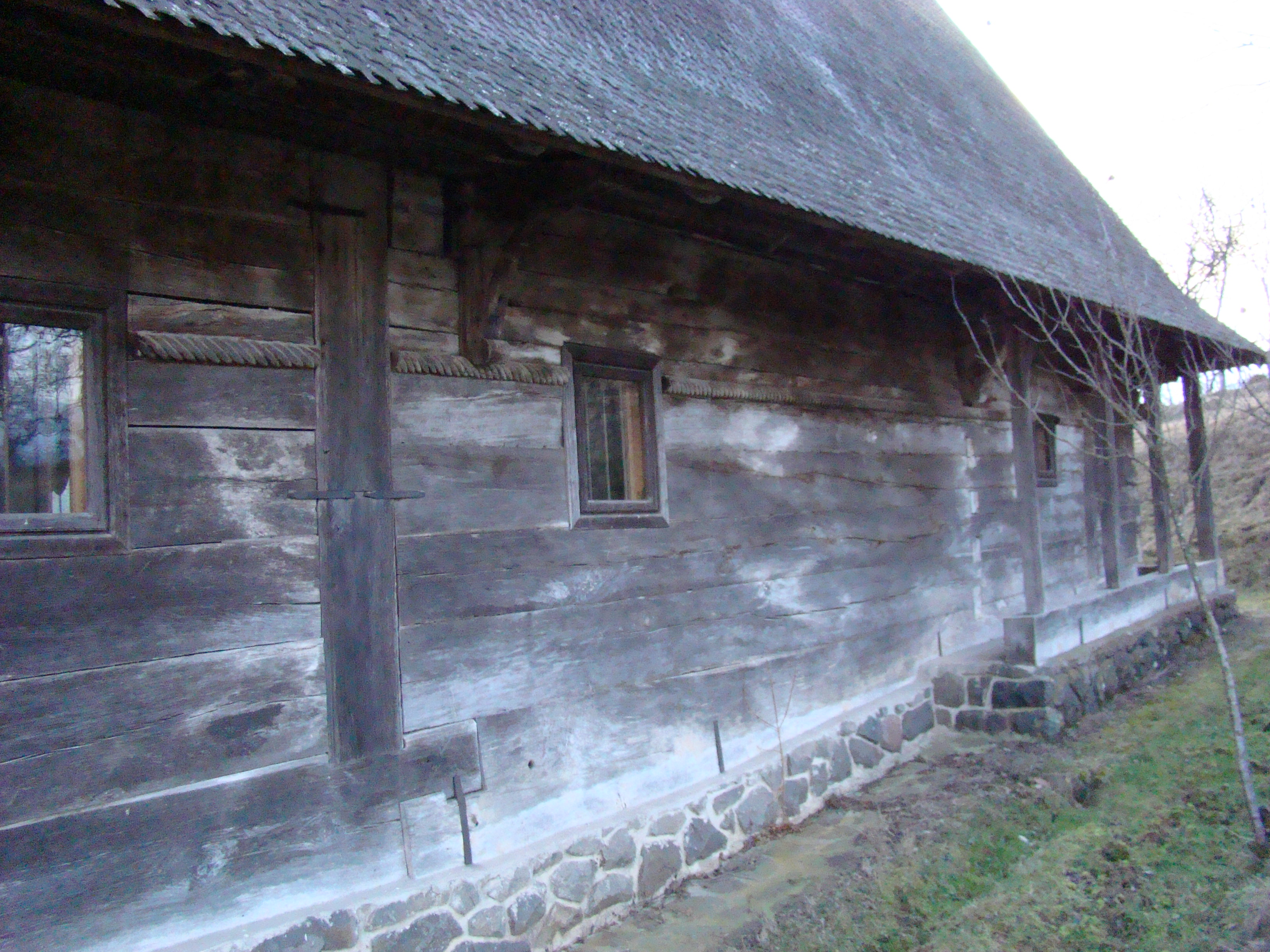
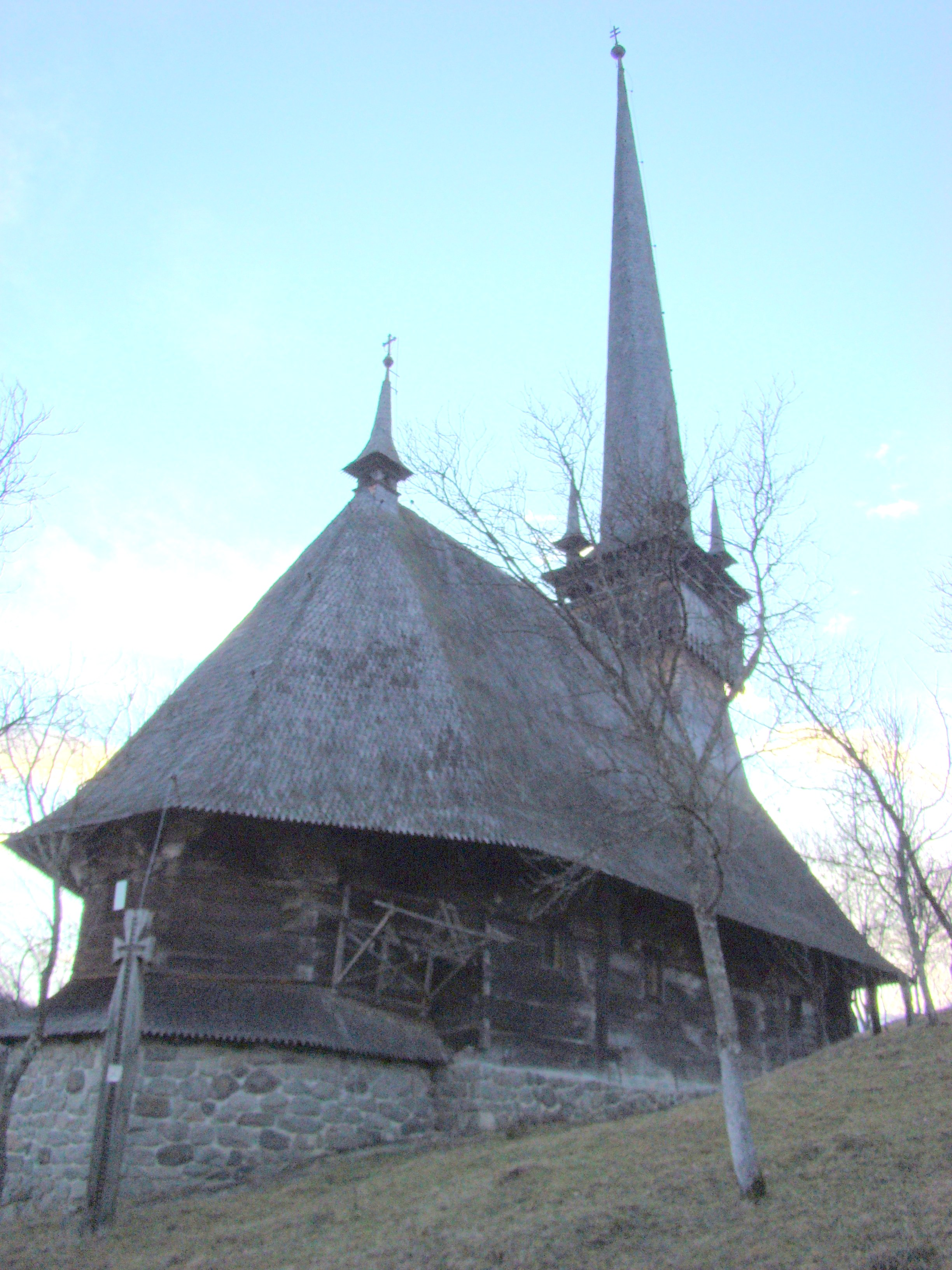
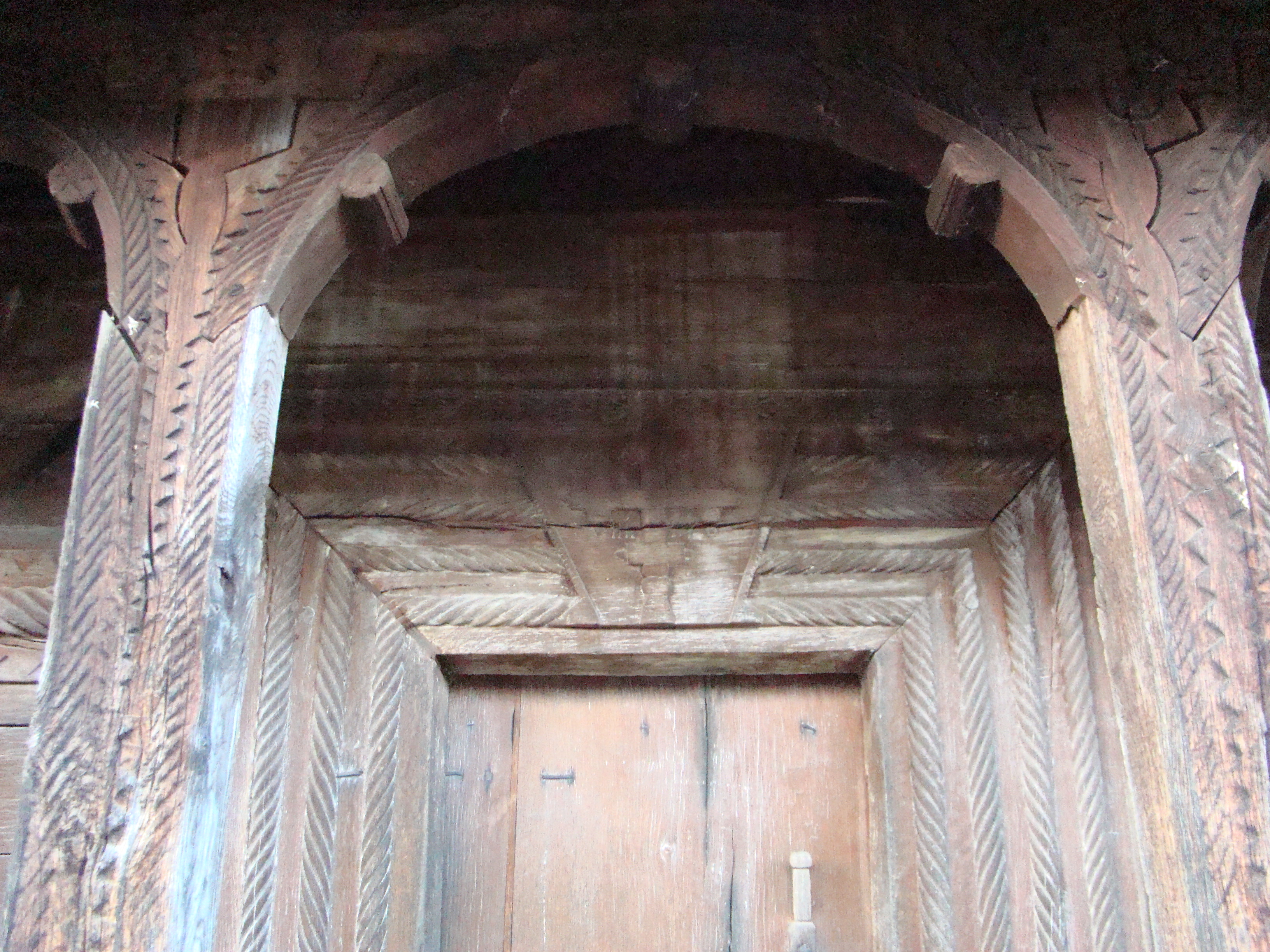
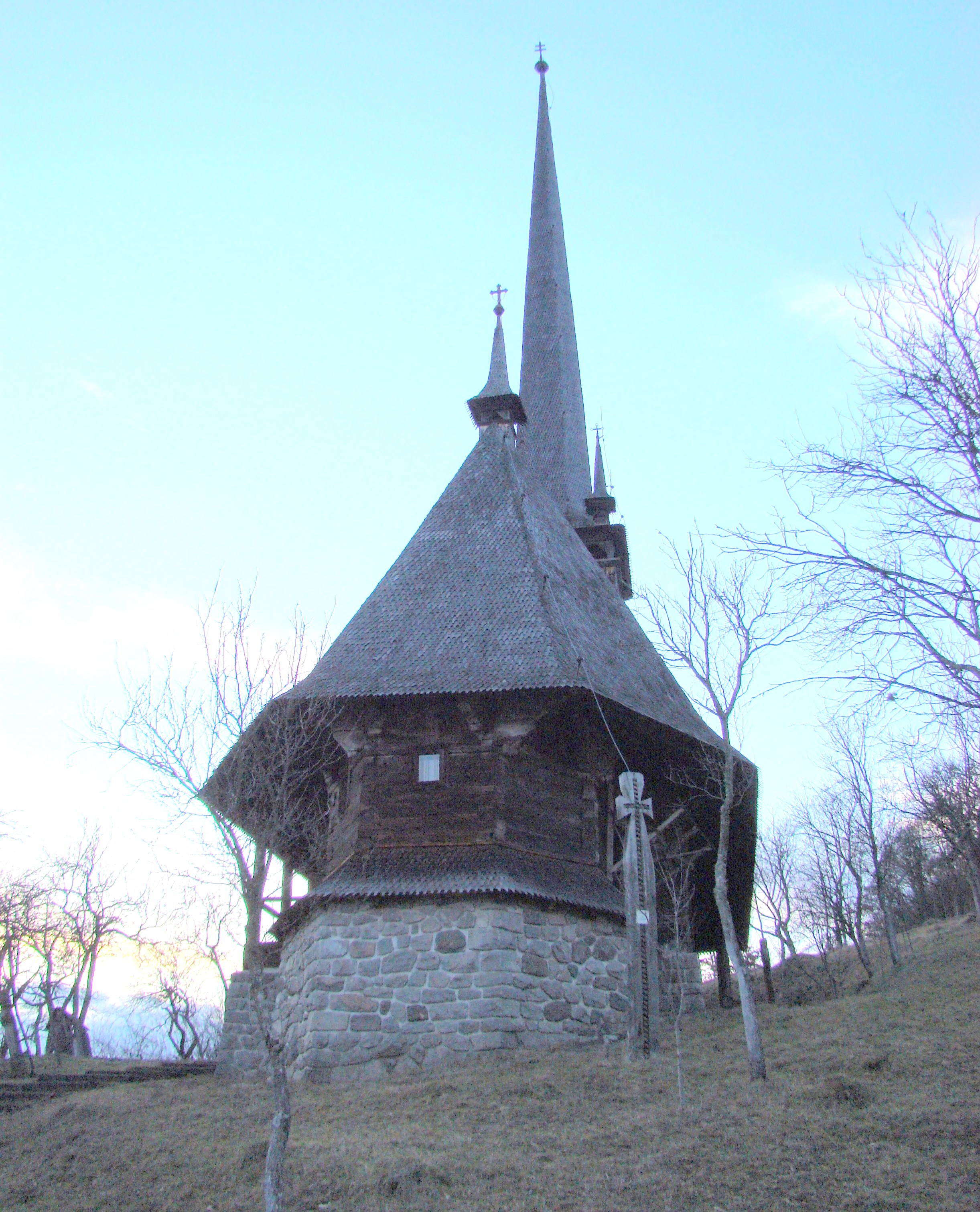
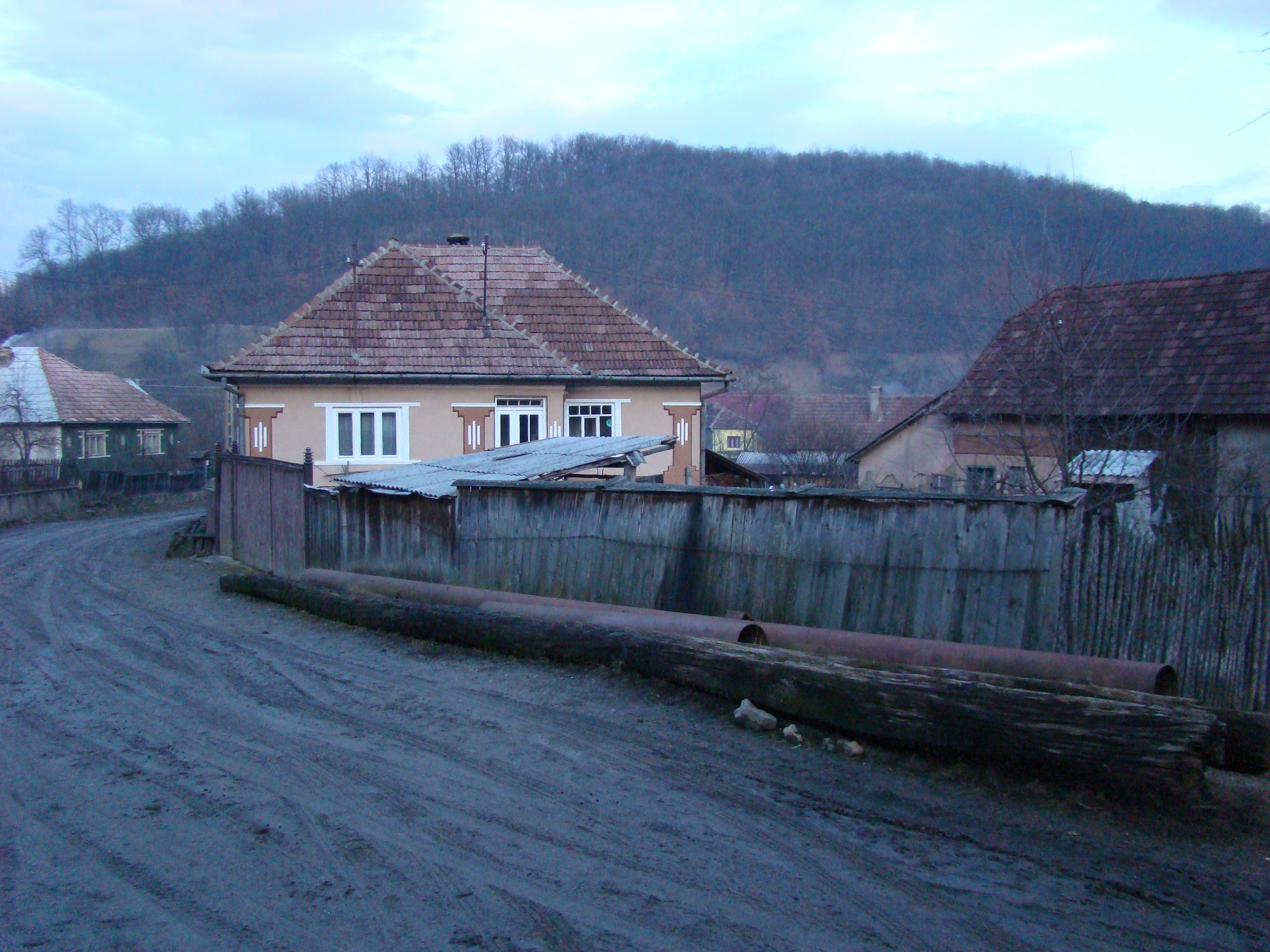
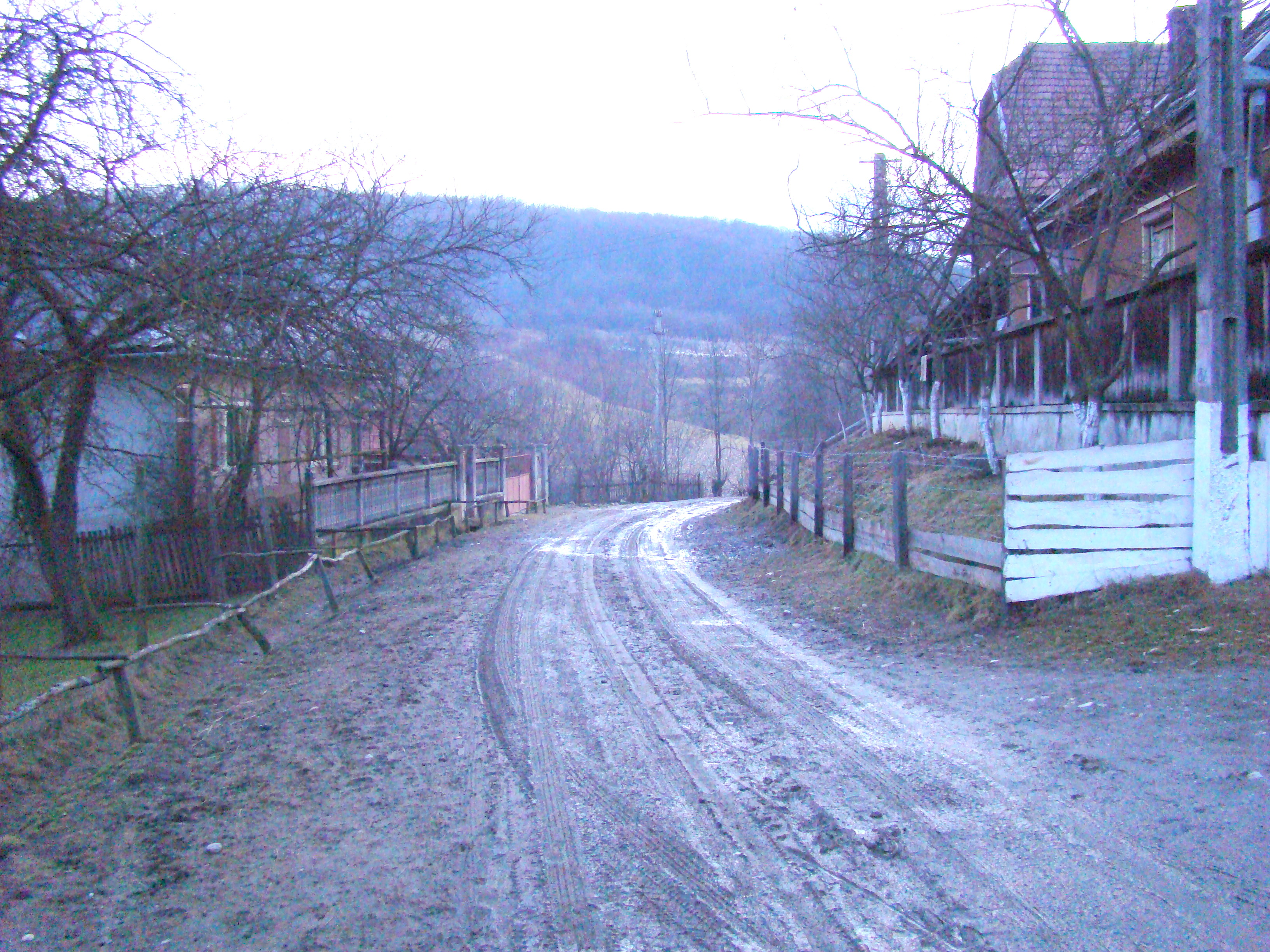
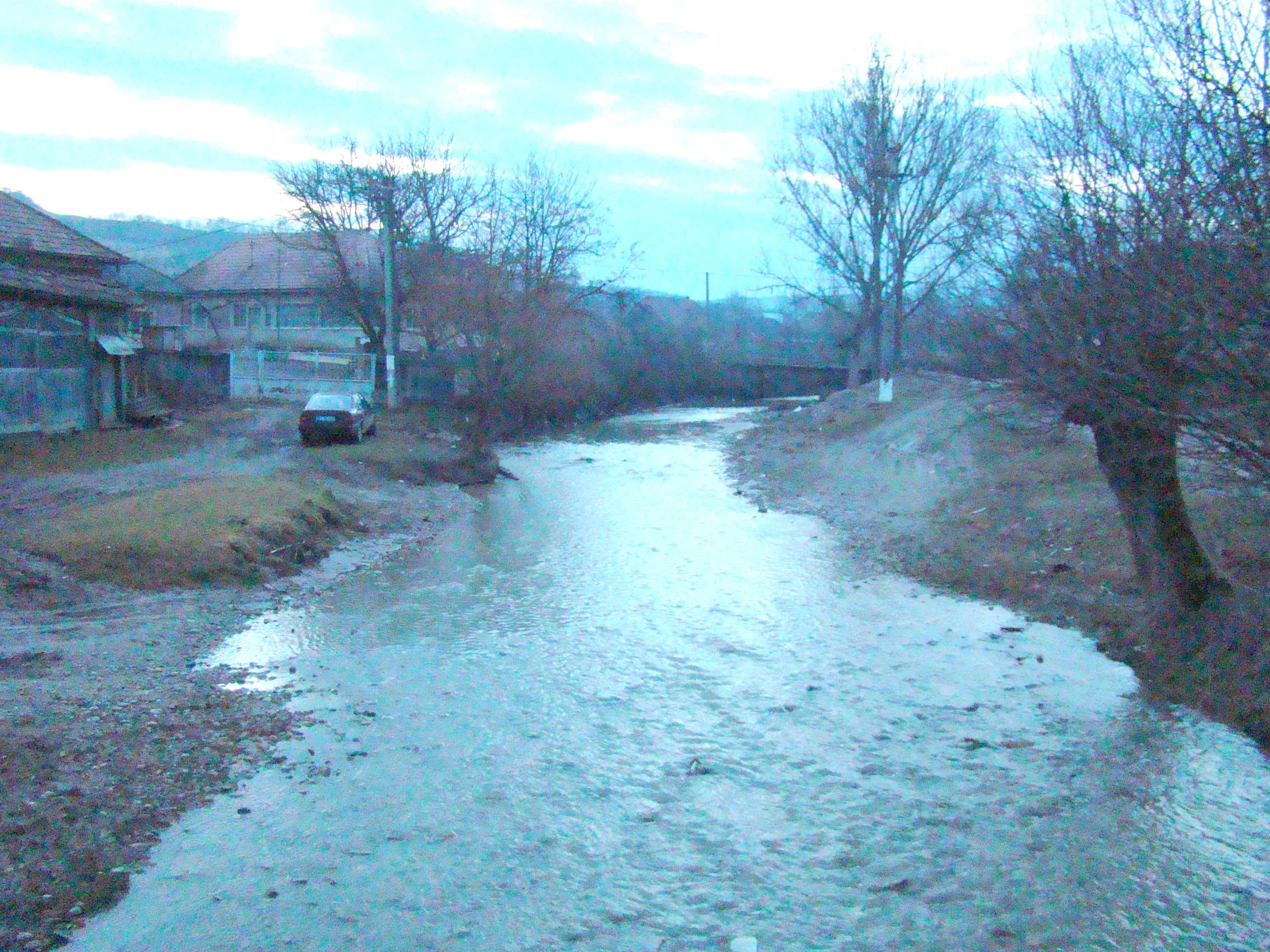